# John Diefenbaker

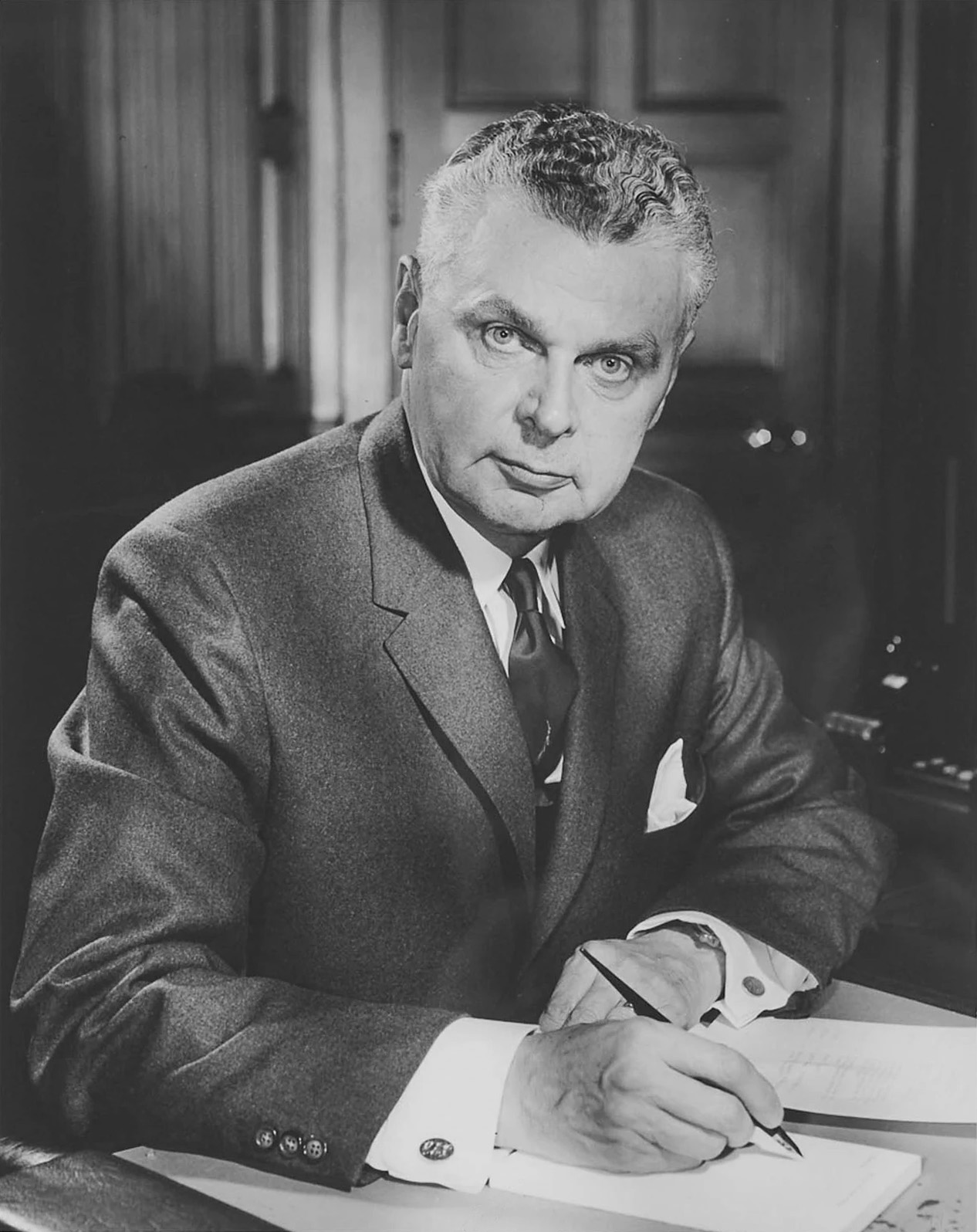
John Diefenbaker (1957)

John George Diefenbaker, PC, CH, QC, FRSA (* 18. September 1895 in Neustadt, Ontario; † 16. August 1979 in Ottawa) war ein kanadischer Politiker. Er war vom 21. Juni 1957 bis zum 22. April 1963 der dreizehnte Premierminister Kanadas. Von 1956 bis 1967 war er Vorsitzender der Progressiv-konservativen Partei (Tories). 39 Jahre lang, von 1940 bis zu seinem Tod, war er ununterbrochen Abgeordneter des Unterhauses.
Der Nachfahre deutscher und schottischer Einwanderer wurde in der Provinz Ontario geboren und wuchs in der Provinz Saskatchewan auf. Früh zeigte sich sein Interesse an der Politik. Nach dem Studium und kurzem Militärdienst während des Ersten Weltkriegs war er als Rechtsanwalt tätig. In den 1920er und 1930er Jahren kandidierte er mit wenig Erfolg regelmäßig bei Wahlen, bis ihm 1940 die Wahl ins Unterhaus gelang. Danach war er wiederholt Kandidat für den Vorsitz der Progressiv-Konservativen Partei, den er schließlich 1956 übernahm. 1957 führte er die Tories zum ersten Wahlsieg nach 27 Jahren. Eine vorgezogene Neuwahl bescherten ihnen 1958 den höchsten Wähleranteil ihrer Geschichte und mehr als drei Viertel aller Sitze.
John G. Diefenbaker, dessen Spitzname „Dief the Chief“ lautete, ernannte die erste Ministerin auf Bundesebene und erstmals einen Autochthonen als Senator. Während seiner sechsjährigen Amtszeit führte die Regierung die kanadische Bill of Rights (eine Erklärung der Bürgerrechte) ein und gewährte den First Nations sowie den Inuit das uneingeschränkte Wahlrecht. Seine konsequente Haltung gegen die Apartheid hatte den Austritt Südafrikas aus dem Commonwealth zur Folge. Kontrovers war die von seiner Regierung beschlossene Einstellung der Entwicklung des Kampfflugzeugs Avro Arrow. Seine Unentschlossenheit in der Frage der Stationierung US-amerikanischer Atomwaffen in seinem Land leitete Diefenbakers politischen Niedergang ein.
Zwar dämpften Wahlerfolge zunächst den Faktionalismus in der Partei, doch brach er nach dem Machtverlust im Jahr 1963 offen aus. Diefenbaker hielt sich noch vier Jahre als Oppositionsführer, dann erzwangen parteiinterne Rivalen 1967 seinen Rücktritt. Bis zu seinem Tod im Jahr 1979 blieb er Unterhausabgeordneter.

Diefenbakers Unterschrift

## Jugend
John George Diefenbaker wurde in Neustadt, einem kleinen Dorf im Grey County im Süden der Provinz Ontario, als Sohn von William Thomas Diefenbaker und Mary Florence Bannerman geboren. Sein Vater war der Sohn deutscher Einwanderer aus dem badischen Adersbach namens Diefenbacher, die Großeltern seiner Mutter waren aus Schottland nach Kanada ausgewandert. In den ersten Jahren nach seiner Geburt zog die Familie mehrmals innerhalb von Ontario um. 1897 wurde sein Bruder Elmer Clive geboren. William Diefenbaker, von Beruf Lehrer, war sehr an Geschichte und Politik interessiert – eine Neigung, die er erfolgreich seinen Schülern vermittelte. Von den 28 Schülern an seiner Schule in East York bei Toronto im Jahr 1903 waren vier (unter ihnen John) ab 1940 konservative Unterhausabgeordnete.
1903 zog die Familie nach Westen, als William Diefenbaker eine neue Stelle nahe Fort Carlton in den Nordwest-Territorien (seit 1905 zur Provinz Saskatchewan gehörend) annahm. 1906 beanspruchte er für sich ein 160 acres (0,65 km²) großes, unerschlossenes Grundstück bei Borden, 50 Kilometer nordwestlich von Saskatoon. Im Februar 1910 ließen sich die Diefenbakers in der Stadt Saskatoon nieder. Die Eltern waren der Meinung, ihren Kindern würden dort bessere Bildungsmöglichkeiten geboten.

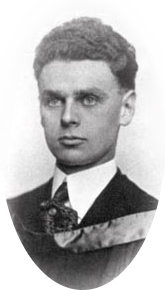
Diefenbaker als Student (ca. 1919)

John Diefenbaker interessierte sich bereits in seiner Kindheit für Politik. Als Acht- oder Neunjähriger teilte er seiner Mutter mit, er werde eines Tages Premierminister werden, worauf sie entgegnete, ein solches Ziel sei für einen Jungen aus der Prärie unerreichbar. Tatsächlich erlebte sie später den Aufstieg ihres Sohnes in dieses Amt noch. Johns erster Kontakt mit der Politik ereignete sich 1910, als er Premierminister Wilfrid Laurier, der zur Grundsteinlegung des ersten Gebäudes der University of Saskatchewan in der Stadt weilte, eine Zeitung verkaufte. Der amtierende und der zukünftige Premierminister sprachen miteinander und als Laurier daraufhin eine Rede hielt, erwähnte er den Zeitungsjungen, der das Gespräch mit folgenden Worten beendet hatte: „Ich kann nicht länger Zeit mit Ihnen verschwenden, Premierminister, ich muss weiterarbeiten.“ (“I can’t waste any more time on you, Prime Minister. I must get about my work.”)
Nach dem Schulabschluss im Jahr 1912 schrieb sich Diefenbaker an der University of Saskatoon ein. 1915 erhielt er den Bachelor of Arts, im darauf folgenden Jahr den Master of Arts. Im März 1916 – der Erste Weltkrieg war in vollem Gange – meldete er sich freiwillig zum Militärdienst. Nach zweimonatiger Ausbildung wurde er zum Leutnant der Infanterie ernannt und im September zur Fortbildung nach Großbritannien entsandt, als Teil eines Kontingents von 300 jungen Offizieren. Diefenbaker schreibt in seinen Memoiren, dass er von einer herunterfallenden Schaufel getroffen worden sei und die dabei erlittene Verletzung zu seiner Entlassung aus dem Dienst geführt habe. Seine Erinnerungen decken sich nicht mit den damaligen Krankenakten der Armee, die keine solche Verletzung notieren. Biograph Denis Smith spekuliert, dass jegliche Verletzung wohl psychosomatisch bedingt gewesen sein muss.
Diefenbaker kehrte nach Saskatchewan zurück, wo er als Praktikant tätig war. Im Mai 1919 schloss er als Bachelor of Laws ab und war damit der erste Student der University of Saskatchewan mit drei Abschlüssen. Am 30. Juni 1919 erhielt er die Zulassung als Rechtsanwalt und eröffnete am darauf folgenden Tag eine kleine Kanzlei im Dorf Wakaw, etwa auf halbem Weg zwischen den Städten Saskatoon und Prince Albert gelegen.

## Anwalt und Kandidat (1919–1940)

### Tätigkeit in Wakaw (1919–1924)

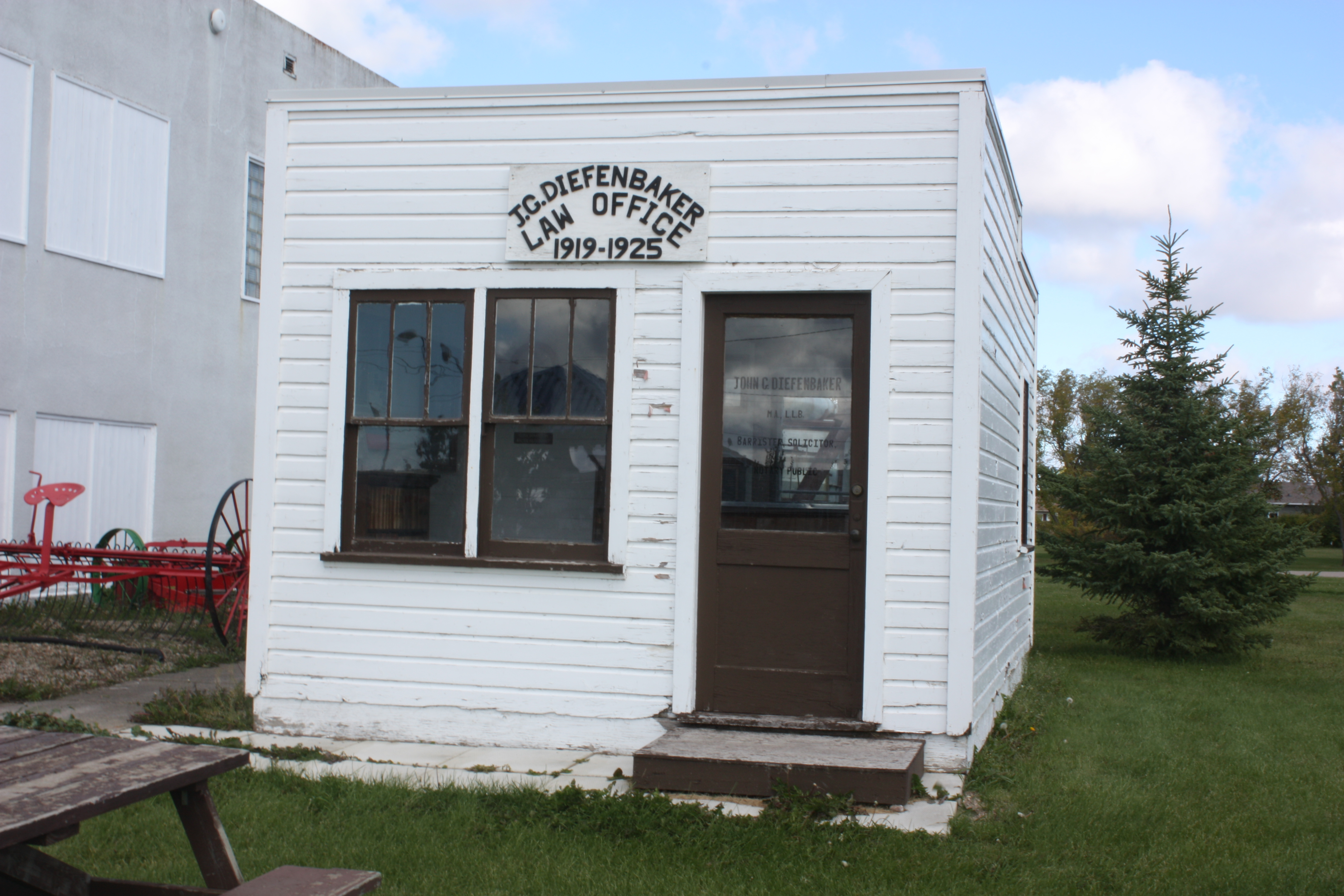
Nachbildung von Diefenbakers erstem Büro in Wakaw

Wakaw zählte nur rund 400 Einwohner, lag aber im Zentrum einer dichter besiedelten ländlichen Gegend und verfügte über ein eigenes Bezirksgericht. Das Dorf war auch leicht von Saskatoon, Prince Albert und Humboldt aus erreichbar, wo die nächsthöhere Instanz vertreten war. Die Dorfbewohner waren überwiegend Einwanderer, und Diefenbaker fand heraus, dass sie ausgesprochen prozessfreudig waren. Im Ort war bereits ein Barrister ansässig; die Einwohner waren ihm gegenüber loyal und weigerten sich zu Beginn, Diefenbaker Büroräume zu vermieten. Der neue Anwalt war gezwungen, ein freies Grundstück zu pachten und eine Holzhütte mit zwei Zimmern zu errichten.
Diefenbaker brachte durch seine Erfolge die lokale Bevölkerung auf seine Seite. In seinem ersten Jahr als Anwalt gewann er rund die Hälfte von 62 Geschworenenprozessen. Er rief selten Zeugen der Verteidigung auf und vermied dadurch, der Anklage die Gelegenheit zu geben, Gegenzeugen aufzubieten, wodurch ihm das letzte Wort zustand. Ende 1920 wurde er für drei Jahre in den Gemeinderat gewählt.
Die Wochenenden verbrachte Diefenbaker oft bei seinen Eltern in Saskatoon. Dort begann er Olive Freeman, die Tochter eines Baptistenpredigers, zu umwerben. Doch 1921 zog sie mit ihrer Familie nach Brandon (Manitoba), und die beiden verloren sich für mehr als zwanzig Jahre aus den Augen. Daraufhin verlobte er sich 1922 mit Beth Newell, einer Kassiererin aus Saskatoon. Allerdings wurde 1923 bei Newell Tuberkulose diagnostiziert, und Diefenbaker brach den Kontakt ab. Sie starb im Jahr darauf. Diefenbaker selbst litt an inneren Blutungen und fürchtete wohl, die Krankheit könnte auf ihn übertragen werden. Ende 1923 ließ er sich an der Mayo Clinic operativ ein Magengeschwür entfernen, doch sein Gesundheitszustand blieb in den folgenden Jahren unsicher.
Nach vier Jahren in Wakaw dominierte Diefenbaker die lokale Juristerei so sehr, dass sein Konkurrent den Ort verließ. Am 1. Mai 1924 verlegte er seine Kanzlei nach Prince Albert, während ein Partner in Wakaw fünf weitere Jahre eine Zweigstelle unterhielt.

### Aufstrebender Politiker (1924–1929)
Seit 1905, als Saskatchewan der Kanadischen Konföderation beitrat, war die Provinz politisch von der Saskatchewan Liberal Party dominiert worden, die einen äußerst effektiven Klientelismus betrieb. Diefenbaker bemerkte dazu scherzhaft in späteren Jahren, dass nur die Jagdgesetze den Konservativen Schutz boten.
Diefenbakers Vater William war ein Liberaler, John hingegen fühlte sich zur Konservativen Partei hingezogen. In Westkanada hatte der Freihandel viele Anhänger, doch Diefenbaker war wie die Konservativen davon überzeugt, dass der Freihandel Kanada von den Vereinigten Staaten wirtschaftlich abhängig machen würde. Anfangs trat er mit seinen politischen Ansichten nicht öffentlich in Erscheinung. 1921 war er in Abwesenheit zum Sekretär der liberalen Ortspartei von Wakaw gewählt worden und fand bei seiner Rückkehr aus Saskatoon deren Aufzeichnungen in seinem Büro vor, die er umgehend dem Ortsparteipräsidenten zurücksandte. Diefenbaker erinnert sich in seinem Memoiren, dass ihm gesagt worden sei, ihm stünden als liberalem Kandidaten keine Positionen auf Provinzebene offen.
Erst 1925, als sowohl auf Provinz- als auch auf Bundesebene Wahlen anstanden, gab sich Diefenbaker als Konservativer zu erkennen. Biograph Peter C. Newman mutmaßt, dass seine parteipolitische Ausrichtung eher praktische Gründe hatte. Er habe wenig Chancen gehabt, sich gegen etablierte Politiker durchzusetzen und als liberaler Kandidat für die Wahl zum Unterhaus und zur Legislativversammlung von Saskatchewan nominiert zu werden. Hingegen gelang es ihm, als Unterhauskandidat der Konservativen im Wahlbezirk Prince Albert aufgestellt zu werden. Es entbrannte ein gehässiger Wahlkampf, in dem Diefenbaker wegen seines deutschen Nachnamens als „Hunne“ beschimpft wurde (eine weit verbreitete Anspielung auf die „Hunnenrede“ von Kaiser Wilhelm II.). Bei der Unterhauswahl 1925, die am 29. Oktober stattfand, kam Diefenbaker in seinem Wahlbezirk auf den dritten Platz hinter den Kandidaten der Liberalen und der Progressiven. Er erzielte nicht genügend Stimmen, um seinen Depotbetrag zurückerstattet zu erhalten.

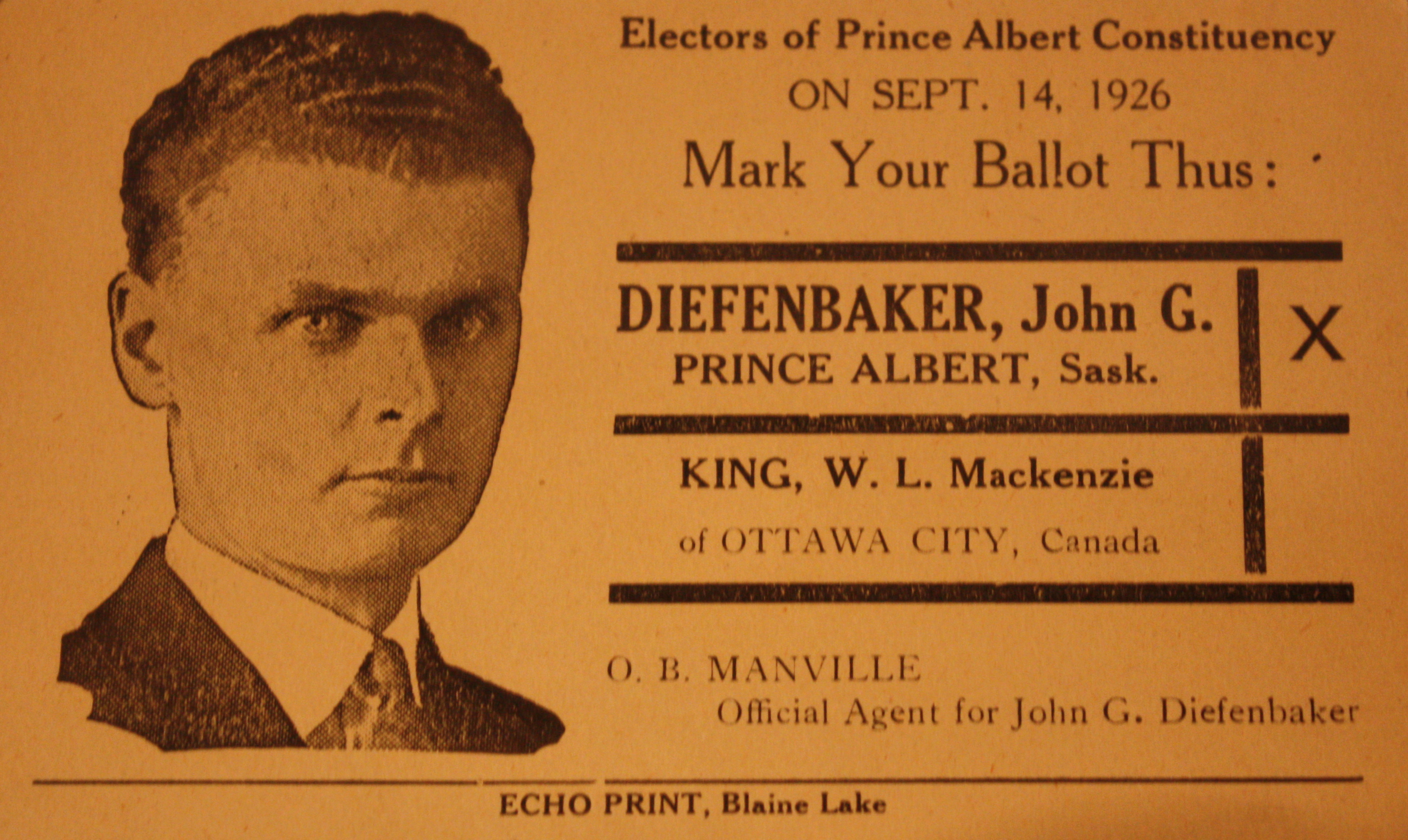
Handzettel für Diefenbakers Kampagne (1926)

Der siegreiche Kandidat Charles McDonald gab seinen Sitz wenig später zugunsten von Premierminister William Lyon Mackenzie King auf, da dieser in seinem eigenen Wahlbezirk in Ontario gescheitert war. Die Tories stellten keinen Gegenkandidaten für die Nachwahl vom 15. Februar 1926 auf und Mackenzie King gewann mühelos. Obwohl die Konservativen 1925 die meisten Sitze (aber nicht die Mehrheit) errungen hatten, regierte Mackenzie King mit Duldung der Progressiven weiter, bis er schließlich infolge der King-Byng-Affäre zurücktrat. Der neue Premierminister Arthur Meighen wurde umgehend durch ein Misstrauensvotum gestürzt und Generalgouverneur Lord Byng löste das Parlament doch noch auf. Bei der Unterhauswahl 1926 am 14. September trat Diefenbaker in Prince Albert gegen Mackenzie King an, ein seltenes direktes Wahlduell zweier kanadischer Premierminister. Mackenzie King gewann deutlich mit fast zwei Drittel der Stimmen und konnte eine neue Minderheitsregierung bilden.

### Beständiger Kandidat (1929–1940)

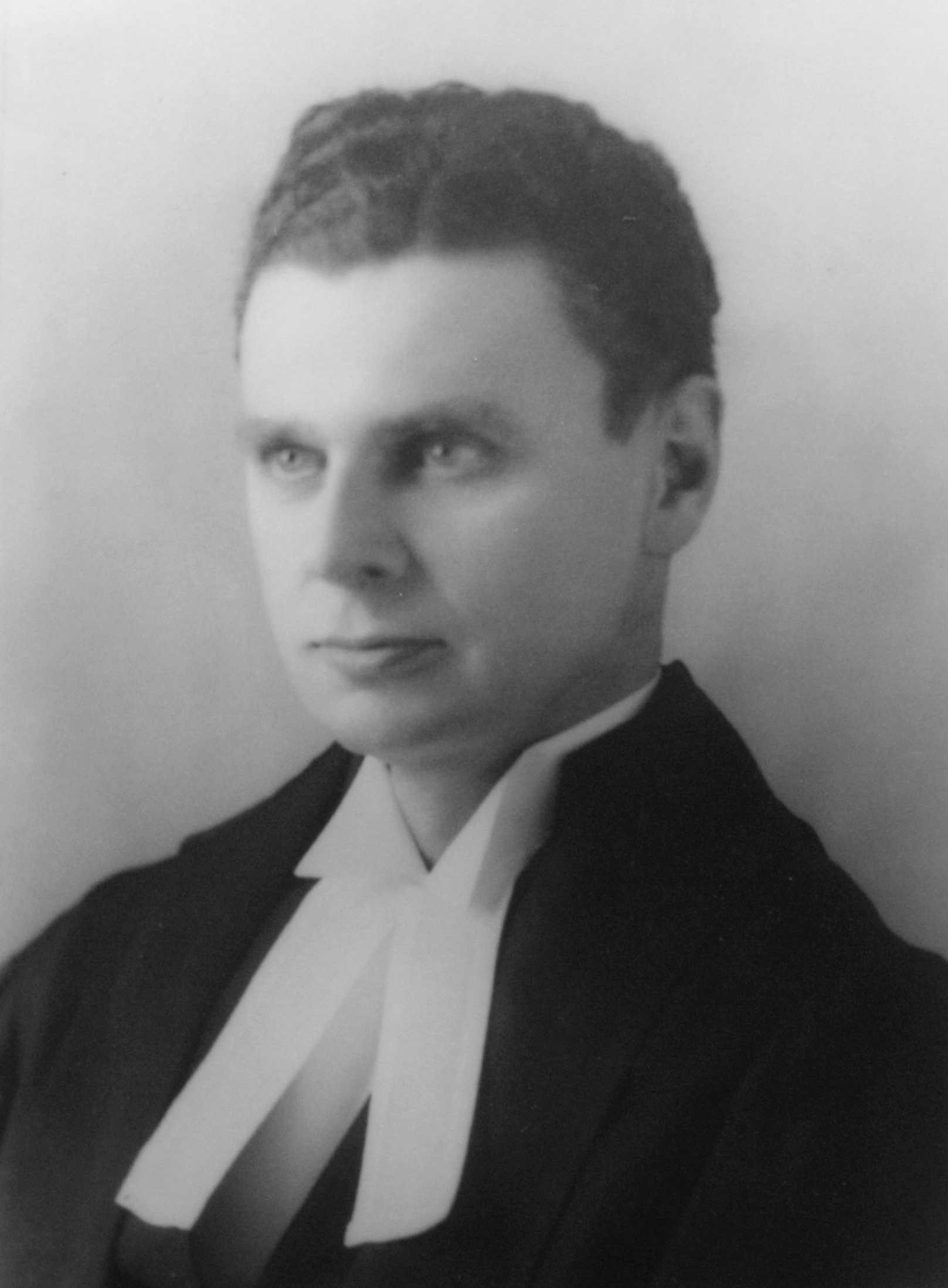
Diefenbaker als Kronanwalt (1929)

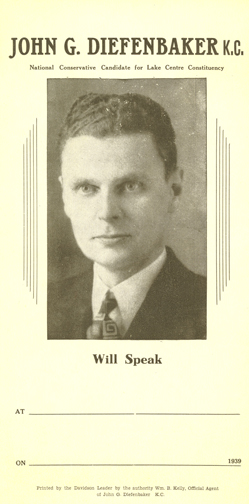
Ankündigung einer Rede Diefenbakers als Kandidat der Konservativen (1939, vor der Unterhauswahl 1940)

Am 6. Juni 1929 kandidierte Diefenbaker bei der Wahl zur Legislativversammlung von Saskatchewan und unterlag. Gleichwohl konnten die Konservativen mit Hilfe von progressiven und unabhängigen Abgeordneten erstmals überhaupt die Regierung der Provinz bilden. Im Falle eines Sieges wäre Diefenbaker in der neuen Provinzregierung als Attorney General vorgesehen gewesen. Als Entschädigung für seinen Einsatz wurde er zum Kronanwalt ernannt. Im Sommer 1928 hatte sich Diefenbaker mit der Lehrerin Edna Brower aus Saskatoon verlobt. Die Heirat folgte drei Wochen nach der Wahlniederlage, die Ehe blieb kinderlos.
Diefenbaker verzichtete darauf, den Premierminister bei der Unterhauswahl 1930 in dessen Wahlbezirk herauszufordern, und gab dafür gesundheitliche Gründe an. Mackenzie King verteidigte seinen Sitz, musste aber das Amt des Premierministers an den Konservativen Richard Bedford Bennett abtreten. 1933 kandidierte Diefenbaker als Bürgermeister von Prince Albert und unterlag um 48 Stimmen, bei mehr als 2.000 abgegebenen Stimmen.
Als 1934 der für Prince Albert zuständige Staatsanwalt zurücktrat, um für einen Sitz im Provinzparlament zu kandidieren, übernahm Diefenbaker dessen Amt. Bei der Wahl zur Legislativversammlung im selben Jahr, bei der die regierenden Konservativen sämtliche Sitze verloren, trat er gar nicht erst an. Sechs Tage nach der Wahl trat er als Staatsanwalt zurück. Bennetts konservative Bundesregierung verlor bei der Unterhauswahl 1935, woraufhin Mackenzie King wieder Premierminister wurde. Diefenbaker hatte es abgelehnt, in Prince Albert gegen ihn anzutreten, da er sich keinerlei Chancen ausrechnete. In den letzten Tagen von Bennetts Regierungszeit wurde der Vorsitzende der Conservative Party of Saskatchewan zum Richter ernannt, woraufhin Diefenbaker, der zum Vizepräsidenten gewählt worden war, geschäftsführend den Vorsitz der Provinzpartei übernahm.
Am 28. Oktober 1936 führten die Konservativen Saskatchewans schließlich einen Parteitag durch, um einen definitiven Vorsitzenden zu bestimmen. Es gab elf Kandidaten, unter ihnen Diefenbaker. Die zehn Gegenkandidaten hielten die Lage der Partei für derart hoffnungslos, dass sie sich zurückzogen und zuletzt nur noch Diefenbaker übrigblieb. Er bat die Bundespartei vergeblich um finanzielle Unterstützung in Höhe von 10.000 Dollar. Bei der Provinzwahl 1938 konnten die Konservativen zum zweiten Mal in Folge keinen einzigen Sitz gewinnen, ihr Wähleranteil sank unter 12 %. Diefenbaker selbst unterlag im Wahlbezirk Arm River um 190 Stimmen. Er bot seinen Rücktritt an, doch die Parteidelegierten nahmen ihn in einer Versammlung in Moose Jaw nicht an. Diefenbaker führte die Partei weiterhin von seiner Kanzlei aus und beglich die Parteischulden aus der eigenen Tasche.
Diefenbaker strebte danach, sich die Nominierung der konservativen Bundespartei für den Unterhauswahlbezirk Lake Centre zu sichern, war jedoch nicht gewillt, entzweiende innerparteiliche Streitereien zu riskieren. Denis Smith beschreibt sein Vorgehen als „ausgeklügelte und im Voraus geplante Scharade“. Diefenbaker nahm an der Nominierungsversammlung als Keynote-Sprecher teil, zog sich aber zurück, als sein Name vorgeschlagen wurde, und sprach sich für einen einheimischen Kandidaten aus. Der Sieger unter den sechs verbliebenen Kandidaten lehnte die Nominierung ab und drängte die Delegierten, Diefenbaker zu wählen, was diese dann auch prompt taten. Mackenzie King rief eine Neuwahl für den 25. März 1940 aus. Diefenbaker führte einen aggressiven Wahlkampf mit 63 Veranstaltungen und präsentierte sich als Kandidat, der für Anhänger aller politischen Lager wählbar sei. Bei der Unterhauswahl 1940 schlug er den liberalen Amtsinhaber um 280 Stimmen. Die Konservativen mussten aber, die Wahl als Ganzes betrachtet, eine empfindliche Niederlage hinnehmen. Von den 245 Sitzen im Unterhaus gewannen sie nur 39, so wenige wie nie zuvor seit der Staatsgründung.

## Aufstieg im Parlament (1940–1957)

### Die Mackenzie-King-Jahre (1940–1948)

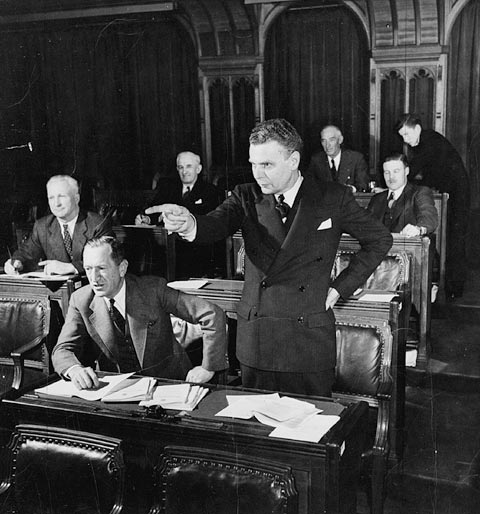
Diefenbaker spricht im Unterhaus (1948)

Diefenbaker stieß zu einer reduzierten und demoralisierten konservativen Fraktion im Unterhaus. Der Parteivorsitzende Robert James Manion gehörte zu den Abgewählten. Kanada war in den Zweiten Weltkrieg eingetreten und die Tories baten darum, für die Dauer des Krieges in die Regierung miteinbezogen zu werden, was Premierminister Mackenzie King jedoch ablehnte. Das Unterhaus spielte in diesen Jahren ohnehin nur eine untergeordnete Rolle, da das Kabinett die meisten anfallenden Geschäfte mittels Erlass von Dekreten erledigte.
Diefenbaker war Mitglied einer parteiübergreifenden Parlamentskommission, welche die Vorschriften für Verhaftungen und Gefängnisstrafen ohne Gerichtsurteil untersuchte. Am 13. Juni 1940 hielt er seine erste Rede als Abgeordneter; in ihr unterstützte er die Vorschriften und wies ausdrücklich darauf hin, dass die überwiegende Mehrheit der deutschstämmigen Kanadier loyal sei. Als die Regierung sich auf Betreiben von Ian Mackenzie anschickte, Kanadier japanischer Herkunft zu internieren, richtete sich Diefenbaker gegen diese Zwangsmaßnahmen. Seine Anstrengungen waren nicht von Erfolg gekrönt und die Regierung vollzog die umstrittenen Umsiedlungen von der Pazifikküste ins Landesinnere.
Im Stillen bewunderte Diefenbaker Mackenzie King wegen dessen politischer Gewandtheit. Der Premierminister empfand den konservativen Abgeordneten hingegen als lästigen Störenfried. Als Diefenbaker und sein Parteikollege Howard Charles Green die Regierung rügen wollten, bezeichnete der Premierminister die Konservativen als „Mob“. Bei einem Briefing über den Kriegsverlauf war auch Diefenbaker anwesend, woraufhin Mackenzie King (in dessen Wahlbezirk Prince Albert Diefenbaker weiterhin lebte) wütend ausrief: „Was haben Sie hier verloren? Sie sind ein Stich ins Herz, jedes Mal wenn Sie sprechen.“
Die Konservativen wandten sich 1941 an den früheren Premierminister Arthur Meighen, der zum Senator ernannt worden war, und baten ihn, wieder den Parteivorsitz zu übernehmen. Meighen stimmte zu und gab seinen Senatssitz auf, verlor aber eine Nachwahl um einen Unterhaussitz in Ontario. Obwohl er nicht den Unterhaussaal betreten durfte, blieb er mehrere Monate lang Vorsitzender. Meighen wollte die Tories mehr nach links ausrichten, um sie für die politische Mitte, die von den Liberalen und von der Co-operative Commonwealth Federation (CCF) besetzt wurde, wählbarer zu machen. Zu diesem Zweck wollte er John Bracken, den liberal-progressiven Premierminister der Provinz Manitoba, einspannen. Diefenbaker betrachtete dieses Vorgehen als Versuch, die Parteibasis von der Wahl eines neuen Vorsitzenden auszuschließen, weshalb er sich ebenfalls als Kandidat zur Verfügung stellte. Auf dem Parteitag in Winnipeg im Dezember 1942 setzte sich Bracken im zweiten Wahlgang durch, während Diefenbaker jeweils abgeschlagen auf dem dritten Platz landete. Auf Brackens Antrag hin änderte die Partei ihren Namen in Progressiv-konservative Partei Kanadas. Bracken entschied sich, nicht zu einer Nachwahl zum Unterhaus anzutreten, weshalb die Tories einen Fraktionschef benötigten. Bei dieser Wahl unterlag Diefenbaker um eine Stimme.
Bracken wurde bei der Unterhauswahl 1945 gewählt, womit der Parteivorsitzende der Tories zum ersten Mal seit fünf Jahren im Unterhaus vertreten war. Die Progressiv-Konservativen konnten ihre Sitzzahl zwar deutlich auf 67 steigern, blieben aber weiterhin in der Opposition. Diefenbaker erhöhte seinen Vorsprung im Wahlbezirk Lake Centre auf über 1.000 Stimmen, während Mackenzie King in Prince Albert von einem CCF-Kandidaten bezwungen wurde. Wenige Monate später zog der liberale Premierminister dank eines Nachwahlsiegs in Ontario wieder ins Unterhaus ein.
Diefenbaker positionierte sich innerhalb der Partei im populistischen linken Flügel. Zwar vertrauten die meisten Kanadier dem Parlament beim Schutz der Bürgerrechte, Diefenbaker forderte aber explizit eine Erklärung der Bürgerrechte, da dies „der einzige Weg“ sei, um „die Regierung auf ihrem Weg zu willkürlicher Macht aufzuhalten“. Er kritisierte die umfangreichen Vollmachten von Mackenzie Kings Regierung bei der Aufspürung eines sowjetischen Spionagerings nach Kriegsende (siehe auch Igor Gusenko), darunter Inhaftierungen ohne Gerichtsurteil, und beschwerte sich über die Neigung der Regierung, die während des Krieges gewährten, zeitlich beschränkten Vollmachten als permanent zu betrachten.

### Führungsanspruch (1948–1956)
Im November 1948 löste Louis Saint-Laurent Mackenzie King als Premierminister ab. Obwohl Bracken die Zahl der progressiv-konservativen Abgeordneten fast hatte verdoppeln können, waren einflussreiche Tories zunehmend unzufrieden mit seiner Führung und übten Druck auf ihn aus. Sie waren überzeugt, dass George A. Drew besser geeignet sei, der Partei zum Wahlsieg zu verhelfen. Der Premierminister von Ontario hatte in seiner Provinz drei Wahlen in Folge gewonnen und sogar in französischsprachigen Regionen Anklang gefunden. Als Bracken am 17. Juli 1948 zurücktrat, kündigte Diefenbaker seine Kandidatur an. Die Förderer der Partei, hauptsächlich Finanzunternehmen mit Sitz an der Bay Street in Toronto, zogen Drews konservative Ansichten Diefenbakers Prärie-Populismus vor. Beim Parteitag im Oktober 1948 in Ottawa erzielte Drew bereits im ersten Wahlgang die absolute Mehrheit. Dazu trugen unter anderem 300 Delegierte bei, die von finanzstarken Unterstützern platziert worden waren. Ein zynisches Parteimitglied kommentierte den Vorgang wie folgt: „Geisterdelegierte mit geisterhaften Wahlzetteln, ausgefüllt von der Geisterhand der Bay Street, werden George Drew bestimmen, und er wird eine Ghostwriter-Rede halten, die uns alle aufheitern wird, während wir flott in einen politischen Friedhof marschieren.“ Bei der Unterhauswahl 1949 konnten die Progressiv-Konservativen ihren Wähleranteil leicht steigern, Verzerrungen des Mehrheitswahlrechts führten aber zum Verlust von über einem Drittel der Sitze. Trotz intensiver Bemühungen, die frankophone Wählerschaft anzusprechen, sprangen in Québec nur zwei Sitzgewinne heraus.
Peter Charles Newman argumentiert, dass Diefenbaker ohne die zahlreichen Niederlagen nie Premierminister geworden wäre:

„Wenn er als Anwaltsneuling bei der Unterhauswahl 1925 oder 1926 den Sitz in Prince Albert gewonnen hätte, … wäre Diefenbaker wohl nur als obskurer Minister in Bennetts Kabinett während der Depression in Erinnerung geblieben … Hätte er 1933 bei der Bürgermeisterwahl gesiegt, würde sich wohl überhaupt niemand an ihn erinnern … Wäre er 1942 bei der Wahl des Parteivorsitzenden erfolgreich gewesen, hätte er Brackens Platz auf dessen sechsjährigen Marsch ins Vergessen eingenommen, als Vorsitzender einer Partei, die sich nicht genügend verändert hatte, um einem Prärie-Radikalen zu folgen … Hätte er Drew 1948 besiegt, dann wäre es ihm freigestanden, bei den Wahlen von 1949 und 1953 angesichts von Saint-Laurents politischer Stärke auf die Nase zu fallen.“

Die regierenden Liberalen versuchten mehrmals, Diefenbaker von seinem Parlamentssitz zu verdrängen. 1948 wurde der Wahlbezirk Lake Centre so eingeteilt, dass besonders konservative Gebiete wegfielen. Dennoch gelang ihm 1949 als einzigem Progressiv-Konservativen in Saskatchewan die Wiederwahl. 1952 hob die von Liberalen beherrschte Wahlkommission Lake Centre ganz auf und verteilte die Wählerschaft auf drei angrenzende Wahlbezirke. Diefenbaker hielt in seinen Memoiren fest, dass er den Rücktritt als Abgeordneter in Betracht gezogen habe. Da er nur ein Jahr jünger als Drew war, hatte er geringe Aussichten auf einen Aufstieg; außerdem lagen verlockende Angebote bedeutender Kanzleien in Ontario vor. Das Gerrymandering regte ihn aber so sehr auf, dass er sich dazu entschloss, um einen Sitz zu kämpfen. Diefenbakers Partei hatte in Prince Albert bisher nur einmal gewonnen (1911), doch er trat in diesem Wahlbezirk an und war bei der Unterhauswahl 1953 erfolgreich. Diesen Sitz verteidigte er für den Rest seines Lebens. Alles in allem konnten die Progressiv-Konservativen nur leicht zulegen, während Saint-Laurent die Liberalen zum fünften Wahlsieg in Folge führte. Zusätzlich zu ihren Bemühungen, Diefenbaker aus dem Parlament zu vergrätzen, eröffnete die Regierung gleich neben seinem Haus in Prince Albert ein Wohnheim für unverheiratete indianische Mütter.
Diefenbaker war weiterhin als Rechtsanwalt tätig. 1951 erlangte er durch den Atherton-Fall nationale Aufmerksamkeit. Ein junger Telegrafenoperateur war angeklagt worden, durch Nachlässigkeit ein Zugunglück verursacht zu haben, da er in einer Meldung wichtige Informationen weggelassen habe. 21 Menschen kamen ums Leben, hauptsächlich kanadische Soldaten auf dem Weg nach Korea. Diefenbaker hatte eigens die Aufnahmeprüfung für die Anwaltskammer der Provinz British Columbia absolviert, um den Fall annehmen zu können. Er erreichte einen Freispruch, indem er die Geschworenen auf einen früheren ähnlichen Fall hinwies, als eine Übertragungsstörung zum Verlust von Informationen geführt hatte.
Diefenbakers Ehefrau Edna litt ab Mitte der 1940er Jahre an einer geistigen Erkrankung und lebte eine Zeit lang in einer privaten psychiatrischen Klinik. Später erkrankte sie an Leukämie und starb am 7. Februar 1951. Zwei Jahre später heiratete Diefenbaker Olive Palmer (geborene Freeman), die er zu Beginn der 1920er Jahre in Wakaw kennengelernt hatte. Auch diese Ehe blieb kinderlos, aus Palmers erster Ehe hatte er eine Stieftochter.
Trotz zweier schwerer Wahlniederlagen war Drew entschlossen, weiterhin Parteivorsitzender zu bleiben. Diefenbaker vermied jegliche Äußerung, die als Untreue hätte ausgelegt werden können. Er gehörte nie dem „Fünf-Uhr-Club“ von Drews Vertrauten an, die sich jeden Tag im Büro des Vorsitzenden zu einem Drink trafen und Klatsch verbreiteten. 1955 herrschte in der Partei die Meinung vor, dass Drew nicht imstande sei, die Tories zum Wahlsieg zu führen. Auch bei den Liberalen zeichnete sich ein Wechsel ab, da der alternde Saint-Laurent der Politik müde wurde. 1956 erlitten die Liberalen einen markanten Popularitätsverlust, als sie die Debatte über den Bau der TransCanada-Pipeline vorzeitig beenden wollten, woraufhin die Tories mit Hilfe der CCF den Parlamentsbetrieb wochenlang blockierten. Diefenbaker spielte eine relativ kleine Rolle in der „Großen Pipeline-Debatte“ und sprach nur einmal zu diesem Thema.

### Oppositionsführer, Wahl von 1957
Drew erkrankte im August 1956, und zahlreiche Parteimitglieder drängten ihn zum Rücktritt. Sie waren überzeugt, dass die Tories angesichts der bevorstehenden Wahl einen tatkräftigen Vorsitzenden benötigten. Zudem stellte die Social Credit Party den Führungsanspruch der Tories im rechten politischen Spektrum in Frage. Drew trat Ende September zurück, woraufhin Diefenbaker seine Kandidatur ankündigte. Verschiedene einflussreiche Tories, insbesondere aus Ontario, begannen eine „Stop Diefenbaker“-Kampagne und umwarben Sidney Earle Smith, den Präsidenten der University of Toronto. Als dieser eine Kandidatur ablehnte, fand sich keine vergleichbare Persönlichkeit, um gegen Diefenbaker anzutreten. Beim Parteitag in Ottawa am 14. Dezember gewann Diefenbaker deutlich im ersten Wahlgang. Seine Widersacher fanden sich mit der Niederlage ab; sie glaubten, der 61-Jährige werde die Partei wohl kaum bei mehr als einer Wahl anführen, und diese werde ohnehin von den Liberalen gewonnen.
Im Januar 1957 trat Diefenbaker erstmals als Oppositionsführer in Erscheinung. Einen Monat später informierte ihn Saint-Laurent, dass er das Parlament im April auflösen werde, um am 10. Juni eine Wahl abzuhalten. Diefenbaker attackierte das von den Liberalen im März vorgestellte Budget und bemängelte die zu hohe Steuerbelastung, die mangelhafte Unterstützung für Rentner und die ausbleibende Unterstützung ärmerer Provinzen. Das Parlament wurde am 12. April aufgelöst. Saint-Laurent war sich seines Sieges derart sicher, dass er dem Generalgouverneur nicht einmal Empfehlungen für die Besetzung von 16 vakanten Senatssitzen abgab.
Diefenbakers Wahlkampfprogramm konzentrierte sich auf Reformen im Inland. Er versprach Zusammenarbeit mit den Provinzen, um den Senat zu reformieren, und schlug eine energische neue Landwirtschaftspolitik vor, um das Einkommen der Landwirte zu stabilisieren. Die Abhängigkeit vom Handel mit den Vereinigten Staaten sollte reduziert, die Beziehungen zu Großbritannien enger werden. Saint-Laurent verspottete das progressiv-konservative Wahlprogramm als „bloß ein sahnehäubchenartiges Ding mit mehr Luft als Substanz“ (“a mere cream-puff of a thing with more air than substance”). Diefenbaker und die Tories nutzten das Fernsehen gewandt, während Saint-Laurent bemerkte, er sei mehr daran interessiert, Leute zu treffen, als in eine Kamera zu sprechen. Obwohl die Liberalen ein dreimal höheres Budget zur Verfügung hatten, mangelte es ihrem Wahlkampf an Phantasie; sie versicherten den Wählern, dass es keine Alternative zu Saint-Laurents Wiederwahl gebe.
In einer landesweit ausgestrahlten Fernsehsendung am 30. April 1957 fasste Diefenbaker das Programm der Tories wie folgt zusammen:

“It is a program … for a united Canada, for one Canada, for Canada first, in every aspect of our political and public life, for the welfare of the average man and woman. That is my approach to public affairs and has been throughout my life … A Canada, united from coast to coast, wherein there will be freedom for the individual, freedom of enterprise and where there will be a Government which, in all its actions, will remain the servant and not the master of the people.”

„Es ist ein Programm … für ein vereintes Kanada, für ein Kanada, für Kanada zuerst, in jedem Aspekt unseres politischen und öffentlichen Lebens, für das Wohlergehen des Durchschnittsbürgers. Dies ist meine Herangehensweise an das Staatswesen und war es mein ganzes Leben lang … Ein Kanada, vereint von Küste zu Küste, in dem es Freiheit für das Individuum und wirtschaftliche Freiheit geben wird und wo es eine Regierung geben wird, die in allen ihren Handlungen Diener und nicht Herr des Volkes ist.“

Die letzte Gallup-Meinungsumfrage sah die Liberalen mit 48 % gegenüber 34 % in Führung. Unmittelbar nach Eröffnung der Wahllokale druckte das Nachrichtenmagazin Maclean’s seine wöchentliche Ausgabe, die am Morgen nach der Wahl erschien. Der Leitartikel feierte den vermeintlichen sechsten aufeinanderfolgenden liberalen Wahlsieg. In der Wahlnacht begann sich aber schon früh ein Erfolg für die Progressiv-Konservativen abzuzeichnen, mit zwei Sitzgewinnen in der liberalen Hochburg Neufundland. Die Partei gewann in Nova Scotia neun Sitze hinzu, in Québec fünf, in Ontario 28 und mindestens einen weiteren in allen anderen Provinzen. Schließlich lagen die Tories mit 112 Sitzen knapp vor den Liberalen, die auf 105 Sitze zurückfielen. Damit waren sie die stärkste Partei, hatten aber keine Mehrheit. Kleinere Parteien kündigten ihre Bereitschaft an, mit einer progressiv-konservativen Regierung zusammenzuarbeiten, womit Diefenbaker als designierter Premierminister feststand.

## Premierminister (1957–1963)

### Innenpolitik

#### Minderheitsregierung
Als Diefenbaker am 21. Juni 1957 das Amt des Premierministers antrat, war nur ein progressiv-konservativer Abgeordneter, William Earl Rowe, zuvor Minister gewesen, und zwar 1935 während kurzer Zeit unter Bennett. Rowe war kein Freund Diefenbakers und erhielt keinen Posten in dessen Kabinett. Hingegen ernannte Diefenbaker mit Ellen Fairclough die erste Frau und mit Michael Starr den ersten Kanadier ukrainischer Herkunft zu Mitgliedern der Bundesregierung. Bis zum 12. September war Diefenbaker vorübergehend auch Außenminister. Da das Parlamentsgebäude an den Weltpostverein für dessen 14. Kongress vermietet worden war, musste er bis zum Herbst warten, um das Parlament zusammenzurufen. Die Regierung beschloss jedoch über den Sommer einige Maßnahmen, darunter höhere Subventionen für Butter und Truthähne sowie eine Lohnerhöhung für die Bundesangestellten. Nachdem Königin Elisabeth II. am 14. Oktober persönlich das Parlament eröffnet hatte (als erster kanadischer Monarch überhaupt), verabschiedete die Regierung Gesetze in rascher Folge, darunter Steuerkürzungen und Rentenerhöhungen. Die Liberalen waren in der Opposition ineffektiv, da sie nach Saint-Laurents Rücktritt noch keinen neuen Vorsitzenden hatten.
Die Progressiv-Konservativen führten in den Meinungsumfragen. Diefenbaker wollte eine vorgezogene Neuwahl durchführen, in der Hoffnung, seine Partei würde die Mehrheit erringen. Damals war es übliche Verfassungspraxis, dass der Generalgouverneur derart früh in der Legislaturperiode die Auflösung des Parlaments verweigern konnte. Ausnahmen gab es nur, wenn die Regierung eine Abstimmung im Unterhaus verlor oder solche wiederholt mit nur wenigen Stimmen Unterschied gewann.
Ein solcher Vorwand bot sich an, als der ehemalige Außenminister Lester Pearson am 20. Januar 1958 an seiner ersten Parlamentssitzung als Oppositionsführer teilnahm, vier Tage nach seiner Wahl zum Vorsitzenden der Liberalen. In seiner ersten Rede forderte Pearson (der kurz zuvor aus Oslo zurückgekehrt war, wo er den Friedensnobelpreis in Empfang genommen hatte) die progressiv-konservative Regierung auf, unverzüglich zurückzutreten und die Macht an die Liberalen abzugeben. Die gegenwärtige Wirtschaftslage erfordere eine Regierung, die „der Umsetzung liberaler Wirtschaftspolitik verpflichtet“ sei. Abgeordnete der Regierungsseite und auch die anwesenden Pressevertreter antworteten mit Gelächter. Pearson hielt später in seinen Memoiren fest, dass seine erste Attacke auf die Regierung „in der Tat ein Fiasko“ gewesen sei. In einer über zweistündigen Rede überwältigte Diefenbaker die liberale Opposition. Er machte sich über Pearson lustig und las aus einem internen Bericht von Saint-Laurents Regierung aus dem Vorjahr vor, der eine Rezession prognostizierte. Er warf der ehemaligen Regierung vor, dem Parlament und der Öffentlichkeit Fakten zur Wirtschaftslage verheimlicht zu haben.
Finanzminister Donald Fleming beschrieb den Oppositionsführer wie folgt: „Pearson sah zuerst heiter aus, dann ernst, dann ungemütlich, dann beunruhigt und schließlich übel.“ (“Pearson looked at first merry, then serious, then uncomfortable, then disturbed, and finally sick.”) Pearson musste zugeben, dass der Premierminister ihn „in Fetzen gerissen“ habe. Der liberale Abgeordnete Paul Martin (Vater des späteren Premierministers Paul Martin jr.) nannte Diefenbakers Antwort „eine der großartigsten vernichtenden Reden.“ Am 1. Februar bat Diefenbaker Generalgouverneur Vincent Massey um Auflösung des Parlaments. Saint-Laurent habe Kooperation versprochen, doch Pearson habe klargemacht, dass dies nicht der Fall sein werde. Massey stimmte zu und Diefenbaker setzte für den 31. März 1958 eine Neuwahl an.

#### Wahl von 1958
Die Kampagne vor der Unterhauswahl 1958 war geprägt von großer Unterstützung der Progressiv-Konservativen durch die Öffentlichkeit. An der Eröffnungswahlveranstaltung am 12. Februar in einem überfüllten Saal in Winnipeg forderte Diefenbaker „eine neue Vision, eine neue Hoffnung, eine neue Seele für Kanada.“ Er versprach die Öffnung des kanadischen Nordens, die Nutzbarmachung der Ressourcen und die Besiedlung dieser weitläufigen Region. Die Schlussworte seiner Rede wurden als „die Vision“ bekannt:

“This is the vision: One Canada. One Canada, where Canadians will have preserved to them the control of their own economic and political destiny. Sir John Macdonald saw a Canada from east to west: he opened the west. I see a new Canada – a Canada of the North. This is the vision!”

„Dies ist die Vision: Ein Kanada. Ein Kanada, in dem sich die Kanadier die Kontrolle über ihr eigenes wirtschaftliches und politisches Schicksal gesichert haben werden. Sir John Macdonald sah ein Kanada von Ost nach West: Er öffnete den Westen. Ich sehe ein neues Kanada – ein Kanada des Nordens. Dies ist die Vision!“

Pierre Sévigny (späterer stellvertretender Verteidigungsminister) erinnerte sich an die Versammlung: „Als er diese Rede beendet hatte, als er sich zur Türe begab, sah ich Leute, die knieten und seinen Mantel küssten. Nicht einer, sondern viele. Leute waren in Tränen aufgelöst, Leute waren rasend. Und dies geschah noch viele weitere Male.“ (“When he had finished that speech, as he was walking to the door, I saw people kneel and kiss his coat. Not one, but many. People were in tears. People were delirious. And this happened many a time after.”) Als Sévigny bei einer Veranstaltung in Montreal Diefenbaker mit den Worten « Levez-vous, levez-vous, saluez votre chef! » („Erhebt euch, erhebt euch, salutiert eurem Chef!“) vorstellte, sollen laut Postminister William Hamilton „Abertausende Leute völlig durchgedreht“ sein. Michael Starr erinnerte sich: „Das war die fantastischste Wahl überhaupt … Ich ging in kleine Orte wie Smoky Lake, Alberta oder Canora, Saskatchewan, wo niemand jemals einen Minister zu Gesicht bekam. Jede Veranstaltung war bis zum Bersten voll … Die Säle waren bis auf den letzten Platz besetzt und in der ersten Reihe saßen die ersten ukrainischen Einwanderer, mit Kopftüchern und von der Arbeit gezeichneten Händen … Ich wechselte auf Ukrainisch und die Tränen begannen auf ihren Gesichtern zu fließen … Es ist mir egal, was zum Wahlsieg geführt haben soll; es war der emotionale Aspekt, der wirklich verfing.“ (“That was the most fantastic election … I went into little places. Smoky Lake, Alberta, where nobody ever saw a minister. Canora, Saskatchewan. Every meeting was jammed … The halls would be filled with people and sitting there in the front would be the first Ukrainian immigrants with shawls and hands gnarled from work … I would switch to Ukrainian and the tears would start to run down their faces … I don’t care who says what won the election; it was the emotional aspect that really caught on.”)
Der Wahlkampf der Liberalen fand nie wirklich Anklang. Lester Pearson versuchte Diefenbaker mit der Tatsache in Bedrängnis zu bringen, dass er im Winter zur Wahl aufgerufen hatte, was in Kanada wegen der damit verbundenen Verkehrsbehinderungen üblicherweise missbilligt wird. Pearsons Einwand hatte keinen Einfluss auf die Wählerschaft und erinnerte diese bloß daran, dass die Liberalen an ihrem Parteitag ebenfalls Neuwahlen gefordert hatten. Pearson belächelte Diefenbakers Plan zur Erschließung des Nordens als Verbindungen „von Iglu zu Iglu“, was ihm vom Premierminister die scharfe Kritik eintrug, er sei herablassend. Die Veranstaltungen des Oppositionsführers waren klein und ruhig und lösten sich jeweils rasch auf, wenn er fertig war. Pearson machte sich keine Illusionen, dass er die Wahl gewinnen würde, und hegte nur die Hoffnung, dass die Liberalen hundert Sitze retten würden.
Am 31. März 1958 erzielten die Tories einen überlegenen Wahlsieg: Ihr Wähleranteil von 53,66 % war der höchste einer Partei in der Geschichte Kanadas. Sie gewannen 208 Sitze; auf die Liberalen entfielen 48 Sitze, auf die CCF 6 Sitze, die Social Credit Party war nicht mehr vertreten. In jeder Provinz außer Neufundland gewannen die Progressiv-Konservativen in über der Hälfte der Wahlbezirke. Besonders augenfällig war ihr Erfolg in Québec, wo sie ihre Sitzzahl mehr als vervierfachen konnten. Dies war insbesondere auf die tatkräftige Unterstützung der nur auf Provinzebene aktiven Union nationale zurückzuführen. Parteichef Maurice Duplessis hatte sich zunächst zurückhaltend gegeben, gab dann aber dem Druck seiner Wählerschaft nach.

#### Mehrheitsregierung
1958 flaute in Kanada die Konjunktur ab. Aufgrund der im Vorjahr eingeleiteten Steuersenkungen sah das Budget für das Fiskaljahr 1957/58 ein kleines Defizit voraus, und ein großes von 648 Millionen Dollar für das darauf folgende Fiskaljahr. Finanzminister Fleming und James Coyne, der Präsident der Bank of Canada, schlugen vor, die Victory-Kriegsanleihen, die zwei Drittel der Staatsschulden ausmachten und bis 1967 zurückbezahlt werden mussten, durch eine längere Laufzeit zu refinanzieren. Nach längerer Unentschlossenheit seitens Diefenbaker wurden im Rahmen einer landesweiten Kampagne 90 % der Anleihen umgewandelt. Diese Transaktion führte jedoch zu einer Zunahme der Geldmenge, die in den folgenden Jahren die Bemühungen der Regierung, auf die steigende Arbeitslosigkeit zu reagieren, behinderte.
Als Prozessanwalt und in der Opposition hatte sich Diefenbaker ausgiebig mit Bürgerrechten befasst. Am 1. Juli 1960 stellte er im Parlament die kanadische Bill of Rights vor. Das Parlament nahm sie rasch an und setzte sie am 10. August in Kraft, womit ein lange gehegter Wunschtraum Diefenbakers erfüllt war. Diese Erklärung der Bürgerrechte sollte fundamentale Freiheiten garantieren, mit besonderem Augenmerk auf die Rechte von Angeklagten. Da sie jedoch lediglich ein Bundesstatut war, konnte sie leicht abgeändert werden. Zudem war die Garantierung der Bürgerrechte zum größten Teil in der Kompetenz der Provinzen und somit dem Bundesrecht entzogen, das nur in den Territorien vollumfänglich Geltung hatte. Ein Jurist bemerkte dazu, dass das Gesetz allen Kanadiern Rechte garantiere, „solange sie nicht in einer der Provinzen leben.“
1958 ernannte Diefenbaker mit James Gladstone den ersten Vertreter der First Nations zum Senator. Zwei Jahre später dehnte die Regierung das Wahlrecht auf alle Ureinwohner aus (diese waren zuvor nur wahlberechtigt, wenn sie auf ihren durch den Indian Act gewährten Sonderstatus verzichteten). Diefenbaker war ein entschiedener Gegner der Todesstrafe: 1960 wandelte er das umstrittene Todesurteil gegen den damals 15-jährigen Steven Truscott in eine lebenslange Freiheitsstrafe um. Truscott wurde 1969 auf Bewährung freigelassen, aber erst 2007 als Opfer eines Justizirrtums anerkannt.
Diefenbaker strebte nach der Gleichheit aller Kanadier und war deshalb nicht gewillt, den Frankophonen in Québec besondere Zugeständnisse zu machen. Seiner Meinung nach würde dies jene, die weder französisch- noch englischsprachig waren, zu Bürgern zweiter Klasse machen. Diefenbakers Abneigung gegen Sonderregeln, der schwindende Einfluss der Union nationale, das Fehlen starker Parteistrukturen in Québec und die geringe Zahl von Frankophonen im Kabinett führten zu einem deutlichen Popularitätsverlust der Tories im französischsprachigen Teil der Bevölkerung. Die Nominierung von Georges Vanier zum ersten frankokanadischen Generalgouverneur änderte daran wenig.
Mitte 1961 führten Differenzen in der Geldpolitik zu einem offenen Konflikt mit James Coyne von der Bank of Canada, der an einer strengen Auslegung festhielt. Coyne war von Saint-Laurent ernannt worden und konnte vor Ablauf seiner Amtszeit im Dezember 1961 nur durch Parlamentsbeschluss entlassen werden. Zum Verdruss der Regierung verteidigte er seine Position bei öffentlichen Auftritten. Das Kabinett wurde weiter verärgert, als es erfuhr, dass Coyne und die übrigen Vorstandsmitglieder das Pensionsreglement der Bank abgeändert hatten, ohne dies wie gesetzlich vorgeschrieben im Gesetzblatt zu veröffentlichen. Verhandlungen zwischen Fleming und Coyne, die den Rücktritt des letzteren zum Ziel hatten, scheiterten. Der Bankpräsident machte den Streit publik, woraufhin Diefenbaker ihn durch Parlamentsbeschluss entlassen wollte. Im Unterhaus war er mit seinem Anliegen erfolgreich, doch der von den Liberalen dominierte Senat lud Coyne ein, seine Sicht der Dinge darzulegen. Der Bankpräsident nutzte diese Plattform, um die Regierung zu kritisieren. Das zuständige Senatskomitee beschloss keine Maßnahmen, da Coyne nichts Falsches getan habe. Er trat daraufhin zurück und durfte seine erhöhte Pension behalten. Die Regierung musste sich daraufhin von den Medien massive Kritik gefallen lassen.
Als Diefenbaker für den 18. Juni 1962 zu einer weiteren Wahl aufrief, hatte seine Partei in Québec und in städtischen Gebieten markant an Unterstützung eingebüßt, da die Wähler dort über Diefenbaker und die Tories zunehmend ernüchtert waren. Die Abwertung des kanadischen Dollars gegenüber dem US-Dollar durch die Bank of Canada hatte negativen Einfluss auf den Wahlkampf der Regierungspartei. Von Privaten gedruckte, satirisch gemeinte „Diefenbucks“ überschwemmten das Land. Die Progressiv-Konservativen verloren 92 Sitze, konnten aber dennoch eine Minderheitsregierung bilden. Die Neue Demokratische Partei (Nachfolgerin der CCF) und die Social Credit Party spielten im neuen Parlament das Zünglein an der Waage.

### Außenpolitik

#### Großbritannien und das Commonwealth
Kurz nach seinem Amtsantritt 1957 nahm Diefenbaker in London an einem Treffen von Premierministern der Commonwealth-Staaten teil. Er sorgte für Schlagzeilen, als er vorschlug, dass 15 % der kanadischen Ausgaben für US-Importe stattdessen für Importe aus Großbritannien verwendet werden sollten. Die britische Regierung von Harold Macmillan wollte der Europäischen Wirtschaftsgemeinschaft beitreten und Diefenbaker fürchtete, dass kanadische Exporte nach Großbritannien deswegen gefährdet seien. Er war auch davon überzeugt, dass das Mutterland das Commonwealth an erste Stelle setzen sollte, weshalb er die britische Regierung vom Beitritt abzuhalten versuchte. Die Briten waren über die kanadische Einmischung verärgert. Schließlich war es der französische Präsident Charles de Gaulle, der mit seinem Veto den Beitritt verhinderte.
Bis 1959 vermied es die kanadische Regierung, Südafrika und sein Apartheid-Regime zu kritisieren. In dieser Hinsicht wurde sie von den Liberalen unterstützt, aber nicht von der CCF, die die Untätigkeit verurteilte. 1960 wollten die Südafrikaner ihre Mitgliedschaft im Commonwealth aufrechterhalten, selbst wenn die weißen Wähler sich in einem Referendum, das für Ende dieses Jahres vorgesehen war, für die Republik als Staatsform entscheiden sollten. Südafrika bat die Premierministerkonferenz des Commonwealth um den Verbleib in der Staatengemeinschaft, unabhängig vom Ausgang des Referendums. In einem privaten Gespräch mit dem südafrikanischen Außenminister Eric Louw äußerte Diefenbaker seinen Abscheu gegenüber der Apartheid und drängte ihn, den Schwarzen und Farbigen wenigstens jene minimale Vertretung zurückzugeben, die sie ursprünglich gehabt hatten. Louw, der Premierminister Hendrik Verwoerd während dessen Genesung von einem Attentatsversuch vertrat, lehnte ab. Die Konferenz kam zum Schluss, dass ein Beschluss zu diesem Zeitpunkt eine Einmischung in die inneren Angelegenheiten Südafrikas darstelle.
Am 5. Oktober 1960 beschlossen Südafrikas weiße Wähler die Einführung der Republik. An der Premierministerkonferenz 1961 ersuchte Verwoerd formell um den Verbleib Südafrikas im Commonwealth. Die Meinungen waren geteilt, bis Diefenbaker mit einem Vorschlag die Blockade überwand. Die Konferenz sollte das Gesuch zwar nicht ablehnen, aber in einer Erklärung festhalten, dass die Rassengleichheit ein Prinzip des Commonwealth sei. Diefenbakers Vorschlag wurde angenommen, auch wenn Großbritannien und Neuseeland damit nicht einverstanden waren. Südafrika konnte die Erklärung nicht akzeptieren, zog das Gesuch zurück und trat aus dem Commonwealth aus. Peter Newman stellt fest: „Dies war Diefenbakers wichtigster Beitrag zur internationalen Politik … Diefenbaker flog nach Hause, als Held.“

#### Beziehungen zu den Vereinigten Staaten

##### „Ike“ und „John“: Die Eisenhower-Jahre

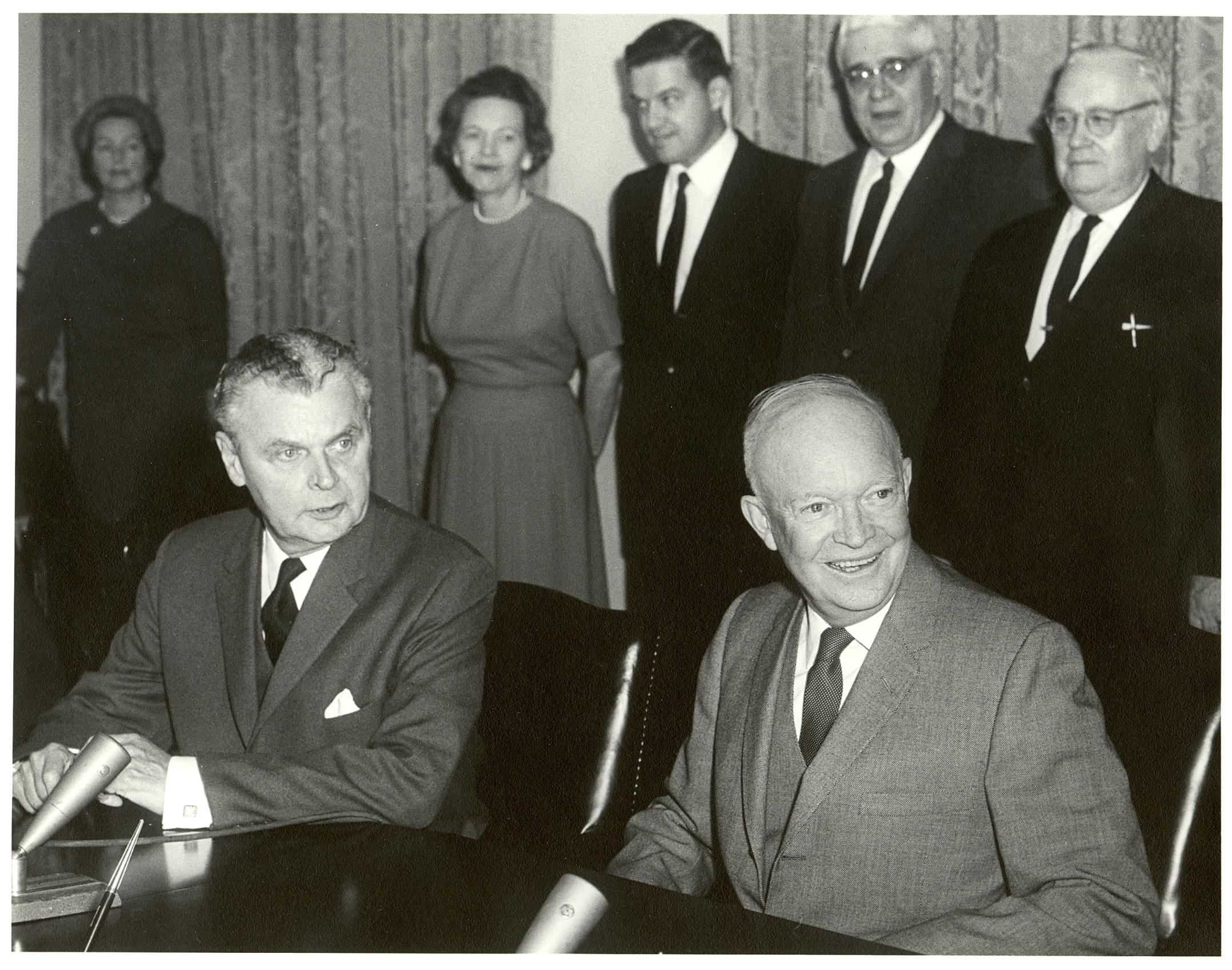
Diefenbaker (links) und US-Präsident Dwight D. Eisenhower bei der Unterzeichnung des Columbia-Kraftwerkabkommens, 1961

Amerikanische Regierungskreise zeigten sich bei Diefenbakers erstem Wahlsieg besorgt, da sie in der Wahlkampagne einen antiamerikanischen Unterton ausgemacht zu haben glaubten. Nach mehr als zwei Jahrzehnten liberaler Herrschaft mussten sie sich nun auf eine ungewohnte Situation einstellen. Der erdrutschartige Wahlsieg 1958 wurde mit Enttäuschung zur Kenntnis genommen, da Pearson aufgrund seiner diplomatischen Tätigkeit ein hohes Ansehen genoss und der Vorsitzende der Liberalen aus amerikanischer Sicht eher dazu bereit schien, in ihrem Interesse zu handeln. US-Präsident Dwight D. Eisenhower gab sich allerdings große Mühe, gute Beziehungen zu Diefenbaker aufzubauen. Beide Männer hatten zahlreiche Gemeinsamkeiten, angefangen von der ländlichen Herkunft bis hin zur Angelleidenschaft; hinzu kam Diefenbakers Bewunderung für große Führungspersönlichkeiten wie Eisenhower und Winston Churchill. Diefenbaker bemerkte in seinen Memoiren, dass sie sich von Beginn an mit „Ike“ und „John“ ansprachen. Der ansonsten empfindliche Premierminister war bereit, über gewisse Kränkungen hinwegzusehen. Als Eisenhower im Oktober 1958 vor dem Unterhaus eine Rede hielt, spielte er Handelsprobleme herunter, die Diefenbaker öffentlich ausgesprochen hatte. Diefenbaker ignorierte dies und nahm Eisenhower zum Angeln mit.
Diefenbaker hatte im Mai 1957 Pläne genehmigt, die den Beitritt Kanadas zum North American Aerospace Defense Command (NORAD), einem integrierten Luftverteidigungssystem, vorsahen. Trotz Bedenken seitens der Liberalen, dass Diefenbaker ohne Beratung im Kabinett oder im Parlament Zusicherungen gemacht hatte, stimmten sie im Juni 1958 dem Vertrag zu.
Im Februar 1959 stellte die Regierung die Entwicklung und den Bau des Avro CF-105 Arrow ein. Der Arrow war ein von Avro Canada entwickelter Überschall-Abfangjäger, der Kanada im Falle eines sowjetischen Angriffs verteidigen sollte. Die 1953 begonnene Entwicklung war von zahlreichen Kostenüberschreitungen und Komplikationen überschattet. 1955 teilte die Royal Canadian Air Force mit, dass sie nur neun anstatt der ursprünglich 20 vorgesehenen Geschwader benötige. Gemäß C. D. Howe, dem damals zuständigen Minister, hatte die Regierung Saint-Laurents starke Bedenken, das Arrow-Programm fortzuführen, und plante dessen Einstellung nach der Wahl 1957. Vor der Wahl 1958 bewilligte Diefenbakers Regierung weitere Zahlungen, da drei von den Tories gehaltene Wahlbezirke von der Produktionseinstellung betroffen gewesen wären. Trotz erfolgreicher Testflüge war die US-Regierung nicht gewillt, sich zum Kauf kanadischer Flugzeuge zu verpflichten. Im September 1958 warnte Diefenbaker, dass der Arrow in sechs Monaten einer vollständigen Beurteilung unterzogen werde. Avro Canada schaute sich nach anderen Projekten um (darunter den von den USA finanzierten VZ-9 Avrocar) und setzte auch eine PR-Offensive in Gang. Am 20. Februar 1959 beschloss das Kabinett, den Arrow fallenzulassen, nachdem es zuvor den Vereinigten Staaten erlaubt hatte, zwei Bomarc-Raketenbasen auf kanadischem Boden zu errichten. Das Unternehmen entließ umgehend 14.000 Angestellte und machte Diefenbaker dafür verantwortlich.
Obwohl beide Staatschefs ein gutes Verhältnis zueinander hatten, waren US-Regierungskreise ab 1960 zunehmend besorgt, dass Kanada wichtige Sachfragen verschleppe, beispielsweise den Beitritt zur Organisation Amerikanischer Staaten (OAS). Entsprechende Gespräche im Juni 1960 führten zu keinen nennenswerten Ergebnissen. Diefenbaker hoffte auf einen Sieg von Richard Nixon bei der Präsidentschaftswahl 1960. Nach John F. Kennedys Sieg sandte er eine Gratulationsnote, doch es erfolgte keine Reaktion, bis kanadische Beamte zwei Wochen später fragten, was aus der Note geworden sei. Diefenbaker, der auf Korrespondenz dieser Art großen Wert legte, war über die ausbleibende Antwort des designierten Präsidenten verärgert. Im Januar 1961 besuchte er Washington, D.C., um ein Abkommen über Kraftwerke am Columbia River zu unterzeichnen. Da Eisenhower nur noch wenige Tage im Amt war, konnte ansonsten wenig erledigt werden.

##### Gegenseitige Antipathie: Die Kennedy-Jahre

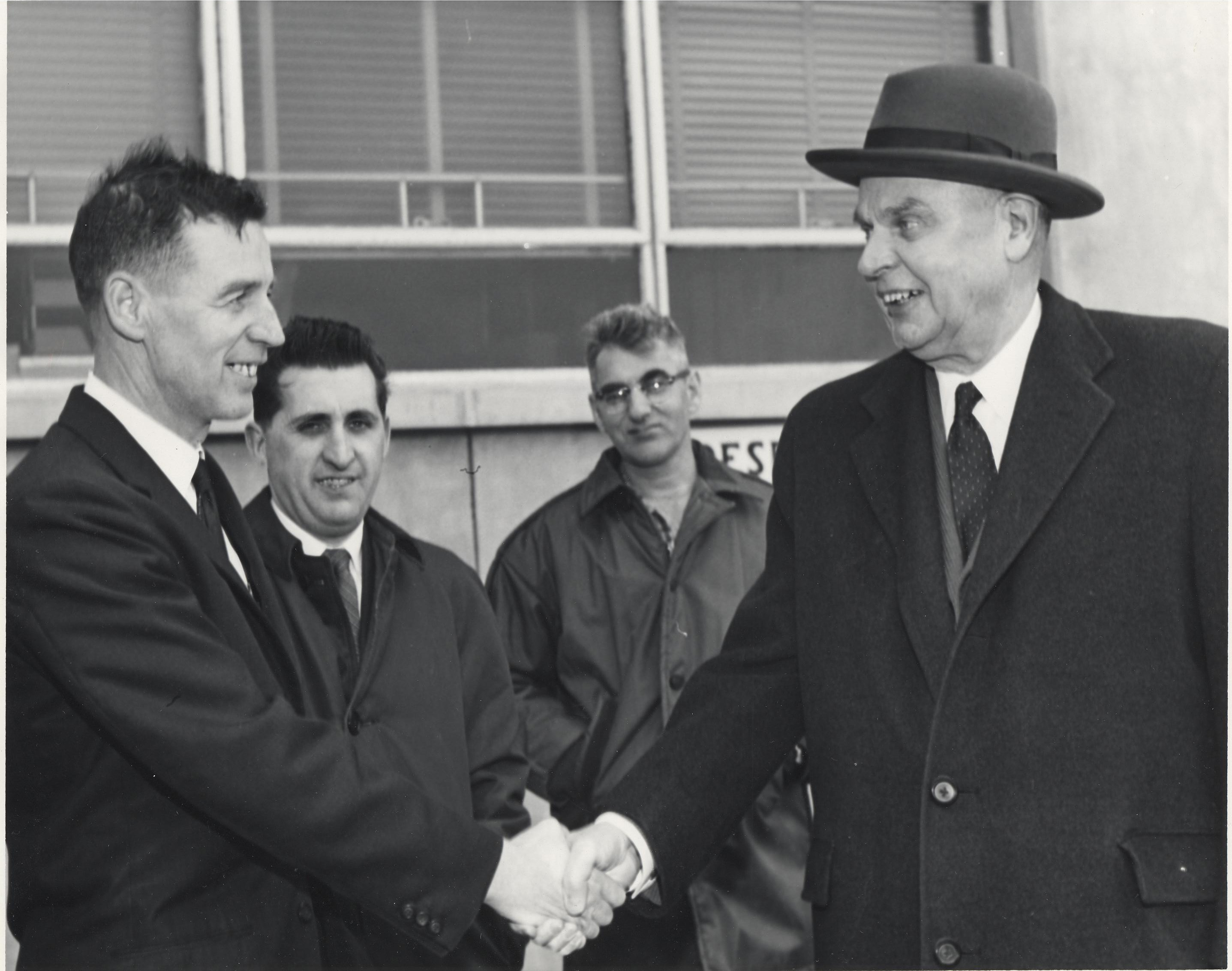
Diefenbaker (rechts) besucht 1962 die US-Marinebasis in Argentia, Neufundland

Das Verhältnis zur Kennedy-Regierung war von Anfang an belastet. Kennedy sprach den Namen des Premierministers wiederholt falsch aus. Dies verärgerte Diefenbaker derart, dass er in einer Kabinettssitzung das Versenden einer Protestnote erwog; die übrigen Minister rieten ihm, die Angelegenheit auf sich beruhen zu lassen. Als die beiden sich im Februar 1961 in Washington trafen, war Diefenbaker durchaus von Kennedy beeindruckt und lud ihn zu einem Besuch in Ottawa ein. Präsident Kennedy sagte seinen Beratern daraufhin, er wolle „nie wieder diesen langweiligen Hurensohn sehen.“ Der Gegenbesuch fand drei Monate später gleichwohl statt, sorgte aber ebenfalls für Missstimmung. Beim Empfang am Flughafen sprach Kennedy Diefenbakers Namen wieder falsch aus und mokierte sich über dessen schlechtes Französisch. Nach dem Treffen ließ er unabsichtlich eine Notiz liegen, auf der stand, dass er Diefenbaker in verschiedenen Punkten „in Bedrängnis“ bringen solle – unter anderem bei der Frage der Stationierung von Atomwaffen auf kanadischem Boden, was im Kabinett heftig umstritten war. Diefenbaker war auch verärgert darüber, dass der Präsident in seiner Ansprache im Parlament Kanada zum Beitritt zur OAS aufrief (was Diefenbaker bereits abgelehnt hatte) und dass er beim Galadiner die meiste Zeit mit Oppositionsführer Pearson sprach.
Diefenbaker neigte zunächst dazu, Kennedys Bitte zu entsprechen und die Stationierung von Atomwaffen in Kanada als Teil von NORAD zuzulassen. Als jedoch am 3. August 1961 ein Brief von Kennedy, in dem er dazu drängte, an die Medien durchsickerte, zog Diefenbaker seine Unterstützung verärgert zurück. Einfluss auf die Entscheidung des Premierministers hatten auch massive Anti-Atomwaffen-Demonstrationen auf dem Parliament Hill in Ottawa. Diefenbaker wurde dabei eine Petition mit mehr als 142.000 Unterschriften überreicht.
1962 war die amerikanische Regierung zunehmend besorgt über das ausbleibende kanadische Bekenntnis in der Atomwaffenfrage. Die Abfangjäger und Bomarc-Raketen, die Kanada als NORAD-Mitglied geliefert erhielt, waren ohne nukleare Vorrichtungen entweder nutzlos oder von stark verringerter Nutzbarkeit. Kanadische und amerikanische Militäroffiziere machten diese Tatsache in den Medien publik und setzten sich für einen Sinneswandel der kanadischen Regierung ein. Diefenbaker war aufgebracht, als Pearson im April zu einem Bankett für Nobelpreisträger im Weißen Haus eingeladen wurde und 40 Minuten lang unter vier Augen mit dem Präsidenten sprach. Als der Premierminister den zurücktretenden amerikanischen Botschafter Livingston Merchant empfing, zeigte er ihm verärgert die Notiz, die Kennedy zurückgelassen hatte, und deutete an, dass er im bald anstehenden Wahlkampf davon Gebrauch machen werde. Merchants Bericht sorgte in Washington für Bestürzung und der Botschafter wurde zu Diefenbaker zurückgeschickt. Dieser hatte sich inzwischen beruhigt und versprach, die Notiz nicht zu verwenden und im Falle einer Meinungsänderung eine Vorwarnung zu geben. Kanada ernannte mit Charles Ritchie einen neuen Botschafter, der bei seiner Ankunft von Kennedy kühl empfangen wurde und erfuhr, dass die Zankerei den Fortschritt in zahlreichen offenen Fragen beeinträchtige.
Kennedy hütete sich zwar, während des Wahlkampfs vor der Unterhauswahl 1962 offen seine Sympathie für die Opposition zu bekunden, gestattete aber seinem Meinungsforscher Louis Harris, heimlich für die Liberalen zu arbeiten. Diefenbaker sagte während der Kampagne mehrmals, die Kennedy-Regierung sehne seine Niederlage herbei, weil er sich geweigert habe, „sich vor Washington zu verbeugen.“ Nachdem er mit einer Minderheit weiterregieren konnte, übte Washington bezüglich der Atomwaffen weiterhin Druck aus. Doch Diefenbaker sah sich in dieser Frage mit einer Auseinandersetzung zwischen Verteidigungsminister Douglas Harkness und Außenminister Howard Charles Green konfrontiert. Er zögerte eine Entscheidung hinaus und hoffte, dass sich mit der Zeit ein Konsens ergeben möge.
Beim Ausbruch der Kubakrise im Oktober 1962 entschloss sich Kennedy dazu, Diefenbaker vor seinen Entscheidungen über weitere Schritte nicht zu konsultieren. Der Präsident sandte den früheren Botschafter Merchant nach Ottawa, um den Premierminister über den Inhalt der Ansprache, die er im Fernsehen halten würde, zu informieren. Diefenbaker war in zweifacher Hinsicht verärgert: Über die fehlende Konsultation und über die Tatsache, dass er nur zwei Stunden vor der Fernsehansprache etwas davon erfuhr. Die US-Regierung goss zusätzlich Öl ins Feuer, als sie öffentlich erklärte, sie habe die volle Unterstützung Kanadas. In einer Erklärung an das Unterhaus schlug Diefenbaker vor, Vertreter aus neutralen Staaten nach Kuba zu entsenden, um die amerikanischen Anschuldigungen zu überprüfen, was Washington als Zweifel an Kennedys Worten auffasste. Als amerikanische Truppen in erhöhte Alarmbereitschaft versetzt wurden (DEFCON 3), nahm sich Diefenbaker viel Zeit, dasselbe für die kanadischen Truppen zu veranlassen. Harkness und die Stabschefs ordneten im Geheimen trotzdem die entsprechende Maßnahme an, was Diefenbaker nachträglich absegnete. Die Krise endete mit dem Einlenken der Sowjetunion und Meinungsumfragen ergaben, dass die überwiegende Mehrheit der Kanadier Kennedys Vorgehen unterstützte. Diefenbaker hingegen wurde in den Medien heftig kritisiert.

### Niedergang
Am 3. Januar 1963 besuchte NATO-Oberbefehlshaber Lauris Norstad Ottawa, als Teil einer Reihe von Besuchen in Mitgliedstaaten vor seinem Rücktritt. An einer Pressekonferenz erklärte er, sollte Kanada Atomwaffen nicht akzeptieren, würde es seine Verpflichtungen gegenüber der NATO nicht erfüllen. Zeitungen in ganz Kanada kritisierten Diefenbaker, der überzeugt war, die Erklärung sei Teil eines Komplotts von Kennedy, um seine Regierung zu Fall zu bringen. Obwohl die Liberalen in dieser Frage zuvor unentschlossen gewesen waren, forderte Pearson am 12. Januar die Regierung auf, ihre abgegebenen Versprechen einzulösen.
Das Kabinett war nach wie vor in ein Green- und ein Harkness-Lager gespalten. Am 25. Januar hielt Diefenbaker im Unterhaus eine Rede, die Fleming (mittlerweile Justizminister) als „Modell der Verschleierung“ bezeichnete. Harkness war zunächst davon überzeugt, dass Diefenbaker die Stationierung von Atomwaffen in Kanada unterstütze. Nachdem er mit den Medien gesprochen hatte, merkte er, dass nicht alle denselben Eindruck von dieser Rede hatten, und bat Diefenbaker um eine Klarstellung. Diefenbaker wiederum versuchte weiterhin, eine eindeutige Position zu vermeiden. Am 30. Januar veröffentlichte das US-Außenministerium eine Medienerklärung, in der angedeutet wurde, dass Diefenbaker in seiner Rede vor dem Unterhaus falsche Angaben gemacht habe. Zum ersten Mal überhaupt rief Kanada aus Protest seinen Botschafter aus Washington zurück. Zwar verurteilten alle Parteien die Aktion der Amerikaner, doch verlangten die Oppositionsparteien von Diefenbaker eine klare Aussage bezüglich Atomwaffen.
Die Zerstrittenheit des Kabinetts hielt weiter an und Diefenbaker überlegte sich, ob er angesichts der amerikanischen Einmischung in die kanadische Politik eine Neuwahl ausrufen solle. Mindestens sechs Minister befürworteten Diefenbakers Amtsenthebung. Schließlich kam es am 3. Februar zum Bruch. In einer dramatischen Kabinettssitzung teilte Harkness Diefenbaker mit, dass der Premierminister nicht mehr das Vertrauen des kanadischen Volkes genieße, und trat zurück. Als Diefenbaker die übrigen Minister um Unterstützung bat und nur rund die Hälfte diese geben wollten, erklärte er, dass er dem Generalgouverneur seinen Rücktritt bekanntgeben werde und dass Fleming der nächste Premierminister sein solle. Green nannte seine Kabinettskollegen „ein Nest von Verrätern“, doch schließlich beruhigten sich die erhitzten Gemüter und der Premierminister wurde gebeten, zumindest das für den nächsten Tag angesetzte Misstrauensvotum abzuwarten. Harkness hingegen hielt an seinem Rücktritt fest. Verhandlungen mit der Social Credit Party, die über genügend Sitze verfügte, um die Regierung zu retten, scheiterten. Das Misstrauensvotum am 4. Februar war mit 142 zu 111 Stimmen erfolgreich.
Zwei Regierungsmitglieder traten am Tag darauf zurück. Nach Beginn des Wahlkampfs lagen die Tories in den Meinungsumfragen um 15 Prozentpunkte zurück. Für Pearson und die Liberalen stellte sich nur die Frage, wie groß die Mehrheit ausfallen würde. Die US-Regierung gab sich in der Öffentlichkeit neutral, doch im engsten Kreis machte Kennedy klar, dass er einen Sieg der Liberalen wünsche. Bei der Unterhauswahl 1963 am 8. April fielen die Tories auf 95 Sitze zurück, während die Liberalen auf 128 Sitze kamen und die absolute Mehrheit um fünf Sitze verfehlten. Diefenbaker hielt sich noch einige Tage an der Macht, bis sechs Abgeordnete des Quebecer Ralliement créditiste eine Erklärung unterschrieben, dass Pearson eine Regierung bilden sollte. Diese Stimmen reichten für Pearson aus, um die Mehrheit im Unterhaus zu sichern, woraufhin Diefenbaker am 22. April zurücktrat. Die sechs Abgeordneten widerriefen ihre Erklärung einige Tage später, doch Pearson hatte sich mittlerweile die Unterstützung der Neuen Demokraten gesichert.

## Spätere Jahre (1963–1979)

### Zurück in der Opposition
Diefenbaker blieb in der Opposition Vorsitzender der Progressiv-konservativen Partei. Als er im November 1963 vom Attentat auf John F. Kennedy erfuhr, hielt er im Unterhaus eine Rede. Dabei bedauerte er den Verlust eines „Leuchtturms der Freiheit“. Kennedy sei „trotz aller Differenzen die Verkörperung der Freiheit“ gewesen, „nicht nur in seinem eigenen Land, sondern weltweit.“ 1964 führte Diefenbaker in der Debatte über eine neue Flagge Kanadas die Gegnerschaft an, nachdem Pearsons Vorschlag einer Flagge mit drei Ahornblättern abgelehnt worden war. Diefenbaker zog die existierende Kanadische Red Ensign vor, oder wahlweise eine Flagge mit Symbolen des nationalen Erbes. Er lehnte die letztlich angenommene Maple leaf flag mit einem Ahornblatt und zwei roten Streifen ab, da „ihr allenfalls Peruaner salutieren würden.“ Nach Verabschiedung des Flaggengesetzes sang die befürwortende Mehrheit O Canada, während Diefenbaker und die ablehnende Minderheit mit God Save the Queen dagegen hielten.
1966 machten die Liberalen die Munsinger-Affäre publik. Zwei Minister der progressiv-konservativen Regierung, Pierre Sévigny und George Hees, hatten zwischen 1958 und 1961 eine Liebesbeziehung mit der Deutschen Gerda Munsinger gehabt, die im Verdacht stand, für die Sowjetunion zu spionieren. Die Aufdeckung des Skandals sorgte für einen wochenlangen Medienrummel. Pearson setzte eine Untersuchungskommission ein, was Diefenbaker als parteipolitisch motivierte Attacke empfand. Der Untersuchungsbericht kam zum Schluss, dass der frühere Regierungschef die fehlbaren Minister hätte entlassen sollen, konnte aber keine Verletzung der Sicherheitsbestimmungen feststellen.
Verschiedentlich gab es Forderungen, Diefenbaker solle zurücktreten – insbesondere nach 1964 aus dem von den Interessen der Bay Street beeinflussten Flügel der Partei. Diefenbaker gelang es zunächst, parteiinterne Attacken mühelos abzuwehren. Pearson rief zur Unterhauswahl 1965 auf, in der Erwartung, sich die Mehrheit sichern zu können. Diefenbaker führte eine aggressive Kampagne, doch weder Regierung noch Opposition erreichten ihre Ziele. Die Liberalen verpassten die angestrebte Mehrheit um zwei Sitze, während die Tories ihre Position nur leicht auf Kosten kleinerer Parteien verbessern konnten. Nach der Wahl begannen einige Parteimitglieder um Parteipräsident Dalton Camp im Stillen den Sturz Diefenbakers vorzubereiten.
Camp gelang es, für den Parteitag 1966 eine Bewertung des Parteivorsitzes auf die Traktandenliste zu setzen. Der Parteitag war geprägt von Vorwürfen wegen angeblicher Abstimmungsmanipulationen und vereinzelten Schlägereien. Die Zuteilung der Sitzplätze wurde so arrangiert, dass die Fernsehzuschauer während Diefenbakers Rede in den vordersten zehn Reihen ausschließlich unbeeindruckte Delegierte zu sehen bekamen. Andere Befürworter Camps versuchten Diefenbaker niederzuschreien. Camp gelang es, für September 1967 eine Neuwahl des Parteivorsitzenden zu erzwingen. Bis August 1967 ließ Diefenbaker offen, ob er überhaupt nochmals antreten wolle. Als dann jedoch die getrennt durchgeführte Parteiprogrammtagung seine bisherige „Ein Kanada“-Position zugunsten einer Politik aufgab, die auf die Unterschiede der Frankophonen Rücksicht nahm, kandidierte er dennoch, um trotz der Aussichtslosigkeit des Unterfangens der Parteibasis seinen Standpunkt zu erläutern. Nachdem er am 8. September 1967 am Parteitag in Toronto in den ersten drei Wahlgängen jeweils nur Fünfter geworden war, schied Diefenbaker aus. Im fünften Wahlgang wurde schließlich Robert Stanfield, der Premierminister von Nova Scotia, zum neuen Parteivorsitzenden bestimmt.

### Letzte Jahre und Tod
Pearson gab im Dezember 1967 seinen baldigen Rücktritt bekannt. Diefenbaker, der wegen des Verlusts des Parteivorsitzes verbittert war, baute mit Pearsons designiertem Nachfolger Pierre Trudeau eine wachsame Beziehung des gegenseitigen Respekts auf. Trudeau, der sein Amt am 20. April 1968 antrat, setzte eine Neuwahl im Juni an. Diefenbaker lehnte Stanfields Bitte ab, mit ihm eine Wahlveranstaltung in Saskatoon abzuhalten. Trudeau sicherte für die Liberalen einen klaren Wahlsieg und die absolute Mehrheit der Sitze, während die Progressiv-Konservativen 25 Sitze verloren. Diefenbaker gab in einem CBC-Interview zwar zu, dass seine Partei eine „verhängnisvolle Katastrophe“ erlitten habe, er konnte aber sein Entzücken über Stanfields Demütigung nicht verbergen und freute sich sogar hämisch über das Abschneiden von Dalton Camp, der erfolglos für einen Sitz im Unterhaus kandidiert hatte. Die Wähler in Prince Albert bestätigten Diefenbaker deutlich. 1969 ernannte ihn die University of Saskatchewan zum Kanzler; dieses repräsentative Amt hatte er bis zu seinem Tod inne.
Stanfield versuchte, die Partei zu einen, doch die Versöhnung mit Diefenbaker und seinen Anhängern gestaltete sich schwierig. Inhaltliche Auseinandersetzungen wurden öffentlichkeitswirksam über die Medien ausgetragen. Beispielsweise rief Diefenbaker die progressiv-konservativen Abgeordneten dazu auf, Stanfields Gesetzesentwurf über die offizielle Zweisprachigkeit zu Fall zu bringen, wobei fast die Hälfte der Fraktion gegen ihren Vorsitzenden stimmte oder sich der Stimme enthielt. Zusätzlich zu seiner Tätigkeit im Parlament reiste Diefenbaker viel und begann mit der Arbeit an seinen Memoiren, die zwischen 1975 und 1977 in drei Bänden erschienen. Pearson starb 1972 an Krebs und Diefenbaker wurde gefragt, ob er einfühlsame Worte für seinen alten Rivalen habe. Er schüttelte den Kopf und sagte bloß: „Er hätte nicht den Nobelpreis gewinnen sollen.“ (“He shouldn’t have won the Nobel Prize.”)
Diefenbaker machte sich über Trudeau keine Illusionen mehr und setzte sich in der Kampagne vor der Unterhauswahl 1972 voll und ganz für die Tories ein. Er schaffte die Wiederwahl mit großem Vorsprung und die Progressiv-Konservativen kamen bis auf zwei Sitze an die Liberalen heran. Diefenbaker war in zweierlei Hinsicht erleichtert: Trudeau war erniedrigt worden und musste eine Minderheitsregierung bilden, während Stanfield die Macht verwehrt blieb. Bei der Unterhauswahl 1974 erlangte Trudeau wieder die Mehrheit, während Diefenbaker in seinem Wahlbezirk den Vorsprung auf über 11.000 Stimmen ausbaute.
Am Neujahrstag 1976 erhielt Diefenbaker einen Orden als Companion of Honour, ein persönliches Geschenk von Königin Elisabeth II. Seine Ehefrau Olive starb im selben Jahr am 22. Dezember, ein Verlust, der ihn in tiefe Trauer stürzte. Ebenfalls 1976 war Joe Clark zum Nachfolger Stanfields als Parteivorsitzender gewählt worden. Da aber Clark neun Jahre zuvor zu jenen gehört hatte, die die Überprüfung verlangt hatten, hegte Diefenbaker einen Groll gegen ihn. Er kritisierte den neuen Parteivorsitzenden derart umfassend, dass Stanfield ihn öffentlich bat, er solle aufhören, „Mr. Clark Messer in den Rücken zu stechen“ – eine Bitte, mit der er nicht einverstanden war. Gemäß dem Kolumnisten Charles Lynch hielt Diefenbaker Clark für einen Emporkömmling und Winzling.

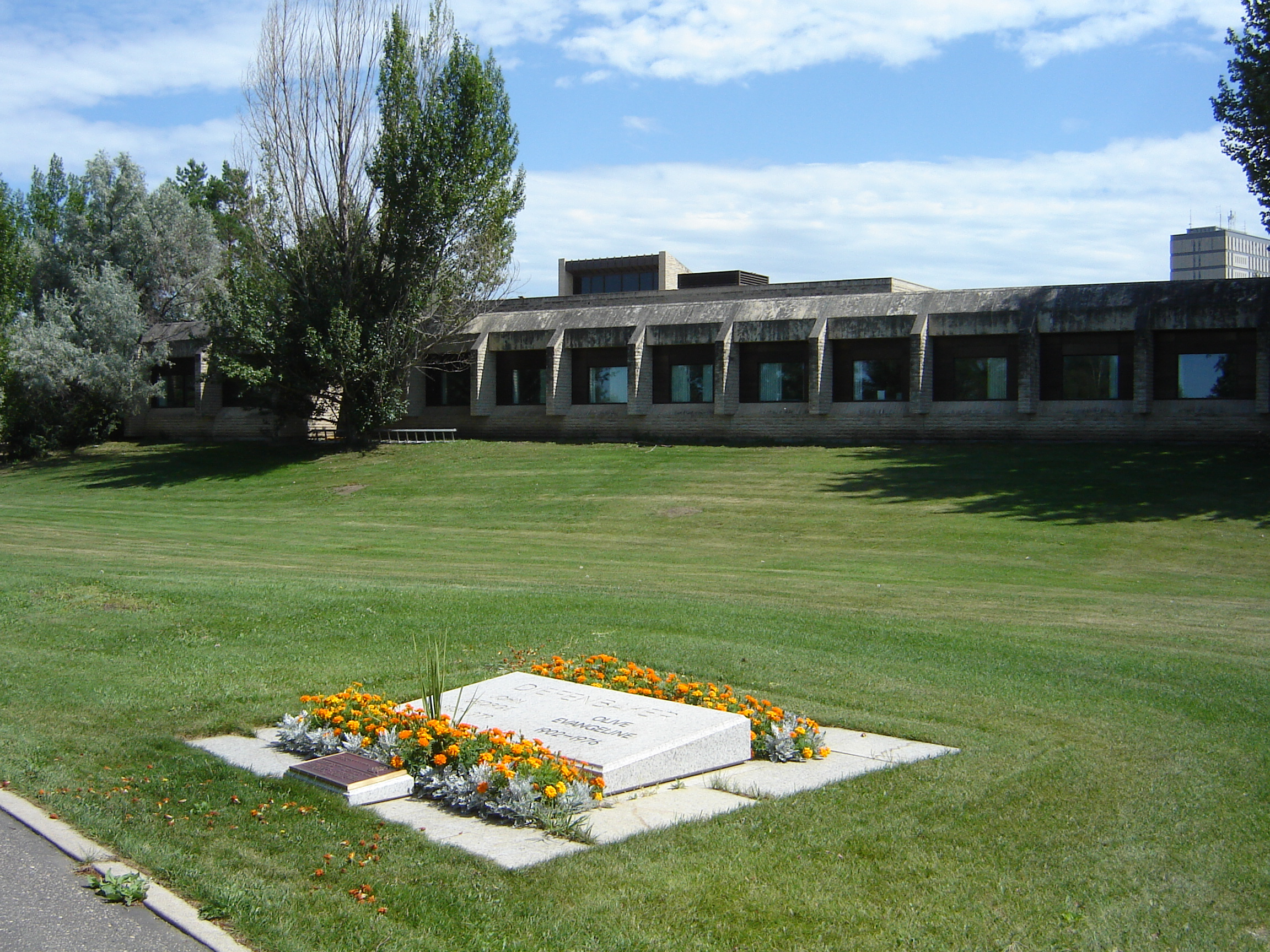
Die Gräber von John und Olive Diefenbaker beim Diefenbaker Canada Centre in Saskatoon

1978 gab Diefenbaker bekannt, dass er noch ein letztes Mal zu einer Wahl antreten werde. Während der Kampagne, die unter dem Motto „Diefenbaker – jetzt mehr als je zuvor“ stand, erlitt er offensichtlich einen leichten Schlaganfall, während den Medien gesagt wurde, er sei wegen einer Grippe bettlägerig. Die Unterhauswahl im Juni 1979 endeten mit einem überraschenden Wahlsieg der Tories. Diefenbaker wurde erneut wiedergewählt und begab sich nach Ottawa, um der Vereidigung von Clarks Minderheitsregierung beizuwohnen, obschon er gegenüber alten Gegnern unter den Kabinettsmitgliedern weiterhin unversöhnlich blieb. Zwei Monate später starb er in seinem Arbeitszimmer im Alter von 83 Jahren.
Diefenbaker hatte in Zusammenarbeit mit Regierungsbeamten seine Beerdigung ausführlich geplant. Er wurde zweieinhalb Tage in der Ehrenhalle des Parlaments aufgebahrt und rund 10.000 Menschen passierten seinen Sarg. Die von ihm verehrte Red Ensign verdeckte teilweise die Ahornblattflagge auf dem Sarg. Anschließend wurde der Sarg mit der Eisenbahn langsam nach Saskatoon transportiert, wobei viele Kanadier entlang der Gleise standen, um den Beerdigungszug vorbeifahren zu sehen. Der Zug transportierte auch den Sarg seiner Ehefrau Olive, der aus einem temporären Grab in Ottawa ausgehoben worden war. Auf dem Bahnhofplatz von Saskatoon salutierten Tausende dem einzigen Mann aus Saskatchewan, der jemals Premierminister geworden war. Premierminister Clark hielt die Grabrede und zollte seinen Respekt einem „unbezähmbaren Mann aus einer Minderheit, aufgewachsen in einer Region von Minderheiten, Anführer einer Minderheitspartei, der sich anschickte, das Wesen der Nation zu verändern und es für immer veränderte.“ John und Olive Diefenbaker ruhen vor dem Diefenbaker Canada Centre auf dem Campus der University of Saskatchewan, das sich mit Leben und Wirken des Premierministers befasst.

## Nachwirkung

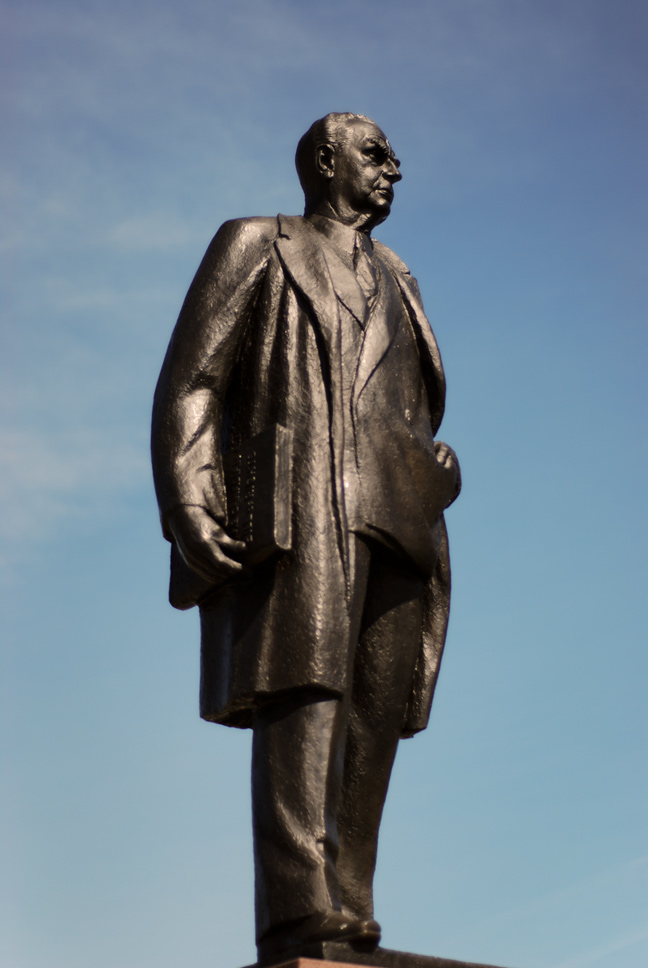
Statue von John Diefenbaker auf dem Parliament Hill in Ottawa

Wenige von Diefenbakers politischen Errungenschaften überstanden die 16 Jahre dauernde liberale Regierungszeit, die auf seinen Sturz folgte. Sein Nachfolger Lester Pearson stimmte der Stationierung atomar bestückter Raketen zu, die ab Ende 1963 an zwei Standorte in Québec und Ontario geliefert wurden. Pierre Trudeau, damals noch als Journalist tätig, kritisierte die Entscheidung seines Parteikollegen scharf. Nachdem er 1968 selbst Premierminister geworden war, kündigte er den Abbau an, der 1972 abgeschlossen war. Den Nichtbeitritt Kanadas zur OAS machte Pearson nicht rückgängig. Erst 1989 beschloss die progressiv-konservative Regierung von Brian Mulroney schließlich doch den Beitritt. Die von Diefenbaker durchgesetzte Bill of Rights erwies sich in der Praxis zwar als ineffektiv (da sie nicht auf Gesetze der Provinzen anwendbar war), bildete aber die Grundlage für die umfassendere Kanadische Charta der Rechte und Freiheiten, die 1982 in Kraft trat.
Diefenbaker belebte eine scheinbar dem Untergang geweihte Partei neu. Joe Clark und Brian Mulroney, die 1957 noch Studenten waren und von seinem Triumph inspiriert wurden, waren später die einzigen anderen Progressiv-Konservativen, die ihre Partei zu Wahlsiegen führten. Denis Smith schreibt über Diefenbaker: „In der Politik hatte er wenig mehr als zwei Jahre Erfolg inmitten von Scheitern und Frustration, doch verfügte er über einen harten Kern äußerst entschlossener und loyaler Anhänger, bis zu seinem Lebensende und darüber hinaus. Die Konservative Partei, die er wiederbelebte, dominierte nach seinem Rücktritt als Parteivorsitzender 25 Jahre lang in den Prärieprovinzen.“
Der Historiker Michael Bliss, der eine Untersuchung über die kanadischen Premierminister veröffentlicht hat, schreibt über Diefenbaker:

„Aus der Distanz unserer Zeit beginnt sich Diefenbakers Rolle als Prärie-Populist, der die Konservative Partei zu revolutionieren versuchte, stärker herauszubilden als seine persönlichen Eigenheiten. Die Schwierigkeiten, mit denen er in Form bedeutender historischer Zwangslagen konfrontiert war, scheinen weniger einfach zu beseitigen gewesen zu sein, als Liberale und feindselige Journalisten damals meinten. Diefenbaker mag sich vielleicht einer Rehabilitation widersetzen, doch hat er wenigstens Anerkennung verdient. Er stand für eine faszinierende und weiterhin relevante Kombination individueller und egalitärer Werte … Doch seine Zeitgenossen hatten ebenso recht, wenn sie nahe dem Zentrum seiner Persönlichkeit und in seiner Amtsführung eine Art von Unordnung erkannten. Die Probleme von Führungsverhalten, Macht, Ego und einer verrückten Zeit in der Geschichte überwältigten den Präriepolitiker mit dem seltsamen Namen.“

Nach John Diefenbaker ist der Lake Diefenbaker benannt, ein Stausee am South Saskatchewan River und am Qu’Appelle River in der Provinz Saskatchewan, ebenso der internationale Flughafen von Saskatoon. Die zu Beginn der 1960er Jahre auf dem Höhepunkt des Kalten Krieges errichteten strategischen Führungsbunker erhielten bald den Übernamen Diefenbunker. Nach dem Premierminister ist auch der John-G.-Diefenbaker-Preis benannt, der an deutsche Geisteswissenschaftler verliehen wird, die in Kanada tätig sind.
Die kanadische Regierung, vertreten durch den für das Historic Sites and Monuments Board of Canada zuständigen Minister, ehrte Diefenbaker am 15. Januar 1981 für sein Wirken und erklärte ihn zu einer „Person von nationaler historischer Bedeutung“.
Das Wohnhaus in Prince Albert, in dem er von 1947 bis 1957 lebte, wurde am 20. Juli 2017 von der kanadischen Regierung als The John and Olive Diefenbaker Museum zur National Historic Site of Canada erklärt.